# Spiele des Mario-Franchise
Die Liste der Spiele des Mario-Franchise gibt eine Übersicht über alle jemals veröffentlichten Spiele des Nintendo-Franchise um die Videospielfigur Mario, sortiert nach Videospielsystemen.
Neben den Spielen der Super-Mario-Reihe sind die zum Mario-Franchise gehörenden Spiele mit Donkey Kong, Luigi, Prinzessin Peach, Yoshi, Wario und Toad in den Hauptrollen ebenfalls separat aufgelistet. Auch aufgelistet sind Cameo-Gastauftritte von Mario in anderen Videospielen sowie unveröffentlichte Mariospiele, aber keine unlizenzierten Bootlags, Browsergames, Fangames, Modifikationen oder Hacks. (Stand: 17. August 2025)

## Nintendo-Systeme

### Game & Watch
| Nr. | Titel                                      | Version                 | Erstveröffentlichung | Genre            | Entwickler    |
| --- | ------------------------------------------ | ----------------------- | -------------------- | ---------------- | ------------- |
| 1   | Donkey Kong                                | Multi Screen            | 03.06.1982           | Jump ’n’ Run     | Nintendo R&D1 |
| 2   | Donkey Kong Jr.                            | New Wide Screen         | 26.10.1982           | Jump ’n’ Run     | Nintendo R&D1 |
| 3   | Donkey Kong II                             | Vertical Multi Screen   | 07.03.1983           | Jump ’n’ Run     | Nintendo R&D1 |
| 4   | Mario Bros.                                | Horizontal Multi Screen | 14.03.1983           | Jump ’n’ Run     | Nintendo R&D1 |
| 5   | Donkey Kong Jr.                            | Table Top               | 28.04.1983           | Jump ’n’ Run     | Nintendo R&D1 |
| 6   | Mario's Cement Factory                     | Table Top               | 14.03.1983           | Actionspiel      | Nintendo R&D1 |
| 7   | Mario's Cement Factory                     | New Wide Screen         | 08.06.1983           | Actionspiel      | Nintendo R&D1 |
| 8   | Donkey Kong Jr.                            | Panorama Screen         | 04.10.1983           | Jump ’n’ Run     | Nintendo R&D1 |
| 9   | Mario's Bombs Away                         | Panorama Screen         | 04.11.1983           | Actionspiel      | Nintendo R&D1 |
| 10  | Donkey Kong Circus                         | Panorama Screen         | 02.03.1984           | Geschicklichkeit | Nintendo R&D1 |
| 11  | Donkey Kong Hockey                         | Micro VS. System        | 13.11.1984           | Sportsimulation  | Nintendo R&D1 |
| 12  | Super Mario Bros.                          | Crystal Screen          | 25.06.1986           | Jump ’n’ Run     | Nintendo R&D1 |
| 13  | Super Mario Bros.                          | Special Model           | 01.08.1987           | Jump ’n’ Run     | Nintendo R&D1 |
| 14  | Super Mario Bros.                          | New Wide Screen         | 08.03.1988           | Jump ’n’ Run     | Nintendo R&D1 |
| 15  | Mario the Juggler                          | New Wide Screen         | 14.10.1991           | Geschicklichkeit | Nintendo R&D1 |
| 16  | Super Mario Bros. 35th Anniversary Edition | NES-Port                | 13.11.2020           | Jump ’n’ Run     | Nintendo R&D4 |

### Nintendo Entertainment System/Famicom
| Nr. | Titel                              | Erstveröffentlichung | Release    | Genre              | Entwickler                         |
| --- | ---------------------------------- | -------------------- | ---------- | ------------------ | ---------------------------------- |
| 1   | Donkey Kong                        | 15.07.1983           | 15.10.1986 | Jump ’n’ Run       | Nintendo R&D1                      |
| 2   | Donkey Kong Jr.                    | 15.07.1983           | 15.07.1987 | Jump ’n’ Run       | Nintendo R&D1                      |
| 3   | Mario Bros.                        | 09.09.1983           | 01.09.1986 | Jump ’n’ Run       | Nintendo R&D1                      |
| 4   | Family Basic                       | 04.10.1983           | —          | Anwendungssoftware | Hudson Soft                        |
| 5   | Donkey Kong Jr. + Jr. Sansū Lesson | 10.1983              | —          | Collection         | Nintendo R&D1, Sharp               |
| 6   | Tennis                             | 14.01.1984           | 01.09.1986 | Sportsimulation    | Nintendo R&D1, Intelligent Systems |
| 7   | Pinball                            | 02.02.1984           | 01.09.1986 | Flipperautomat     | Nintendo R&D1, HAL Laboratory      |
| 8   | Golf                               | 01.05.1984           | 15.11.1986 | Sportsimulation    | Nintendo R&D2, HAL Laboratory      |
| 9   | Wrecking Crew                      | 26.07.1984           | 15.10.1987 | Actionspiel        | Nintendo R&D1                      |
| 10  | Super Mario Bros.                  | 13.09.1985           | 15.05.1987 | Jump ’n’ Run       | Nintendo R&D4                      |
| 11  | Mike Tyson's Punch-Out!!           | 02.10.1987           | 15.12.1987 | Sportsimulation    | Nintendo R&D3                      |
| 12  | Super Mario Bros. 2                | 09.10.1988           | 28.04.1989 | Jump ’n’ Run       | Nintendo R&D4                      |
| 13  | Super Mario Bros. 3                | 23.10.1988           | 29.08.1991 | Jump ’n’ Run       | Nintendo R&D4                      |
| 14  | Donkey Kong Classics               | 10.1988              | 10.08.1989 | Collection         | Nintendo R&D2                      |
| 15  | Super Mario Bros. / Duck Hunt      | 11.1988              | 1988       | Collection         | Nintendo R&D1, Nintendo R&D4       |
| 16  | Dr. Mario                          | 27.07.1990           | 27.06.1991 | Puzzle             | Nintendo R&D1                      |
| 17  | Punch-Out!!                        | 08.1990              | 1990       | Sportsimulation    | Nintendo R&D3                      |
| 18  | NES Open Tournament Golf           | 20.09.1991           | 18.06.1992 | Sportsimulation    | Nintendo R&D2, HAL Laboratory      |
| 19  | Mario & Yoshi / Yoshi              | 14.12.1991           | 10.12.1992 | Puzzle             | Game Freak                         |
| 20  | Yoshi's Cookie                     | 21.11.1992           | 28.04.1994 | Puzzle             | Tose                               |
| 21  | Mario Is Missing!                  | 06.1993              | 10.1993    | Edutainment        | Radical Entertainment              |
| 22  | Mario's Time Machine               | 06.1994              | —          | Edutainment        | Radical Entertainment              |

### Famicom Disk System
| Nr. | Titel                                                    | Erstveröffentlichung | Release | Genre              | Entwickler     |
| --- | -------------------------------------------------------- | -------------------- | ------- | ------------------ | -------------- |
| 1   | Super Mario Bros.: The Lost Levels / Super Mario Bros. 2 | 03.06.1986           | —       | Jump ’n’ Run       | Nintendo R&D4  |
| 2   | I Am A Teacher: Super Mario Sweater                      | 27.08.1986           | —       | Anwendungssoftware | Nintendo R&D1  |
| 3   | All Night Nippon Super Mario Bros.                       | 20.12.1986           | —       | Jump ’n’ Run       | Nintendo R&D4  |
| 4   | Golf: Japan Course                                       | 21.02.1987           | —       | Sportsimulation    | HAL Laboratory |
| 5   | Golf: US Course                                          | 14.06.1987           | —       | Sportsimulation    | HAL Laboratory |
| 6   | Golf: Special Course / Golf: Prize Card                  | 12.08.1987           | —       | Sportsimulation    | HAL Laboratory |
| 7   | Kaettekita Mario Bros. / Mario Bros. Returns             | 30.11.1988           | —       | Jump ’n’ Run       | Nintendo R&D4  |

### Game Boy
| Nr. | Titel                              | Erstveröffentlichung | Release    | Genre               | Entwickler                         |
| --- | ---------------------------------- | -------------------- | ---------- | ------------------- | ---------------------------------- |
| 1   | Super Mario Land                   | 21.04.1989           | 28.09.1990 | Jump ’n’ Run        | Nintendo R&D1                      |
| 2   | Alleyway                           | 21.04.1989           | 28.09.1990 | Geschicklichkeit    | Nintendo R&D1, Intelligent Systems |
| 3   | Baseball                           | 21.04.1989           | 28.09.1990 | Sportsimulation     | Nintendo R&D1, Intelligent Systems |
| 4   | Tennis                             | 29.05.1989           | 1990       | Sportsimulation     | Nintendo R&D1, Intelligent Systems |
| 5   | Dr. Mario                          | 27.07.1990           | 30.04.1991 | Puzzle              | Nintendo R&D1                      |
| 6   | Golf                               | 28.11.1989           | 1990       | Sportsimulation     | Nintendo R&D2, HAL Laboratory      |
| 7   | Mario & Yoshi / Yoshi              | 14.12.1991           | 17.12.1992 | Puzzle              | Game Freak                         |
| 8   | Super Mario Land 2: 6 Golden Coins | 21.10.1992           | 28.01.1993 | Jump ’n’ Run        | Nintendo R&D1                      |
| 9   | Yoshi's Cookie                     | 21.11.1992           | 28.04.1994 | Puzzle              | Tose                               |
| 10  | Donkey Kong                        | 14.06.1994           | 24.09.1994 | Puzzle-Jump ’n’ Run | Nintendo EAD, Pax Softnica         |
| 11  | Mario’s Picross                    | 14.03.1995           | 27.07.1995 | Puzzle              | Ape Inc., Jupiter                  |
| 12  | Picross 2                          | 19.10.1996           | —          | Puzzle              | Creatures Inc., Jupiter            |
| 13  | Game & Watch Gallery               | 01.02.1997           | 28.08.1997 | Collection          | Nintendo R&D1, Tose                |
| 14  | Game & Watch Gallery 2             | 27.09.1997           | 23.11.1998 | Collection          | Nintendo R&D1, Tose                |
| 15  | Game & Watch Gallery 3             | 08.04.1999           | 24.03.2000 | Collection          | Nintendo R&D1, Tose                |

### Super Nintendo Entertainment System
| Nr. | Titel                                      | Erstveröffentlichung | Release    | Genre        | Entwickler                         |
| --- | ------------------------------------------ | -------------------- | ---------- | ------------ | ---------------------------------- |
| 1   | Super Mario World                          | 21.11.1990           | 11.04.1992 | Jump ’n’ Run | Nintendo EAD                       |
| 2   | Mario Paint                                | 14.07.1992           | 10.12.1992 | Game Art     | Nintendo R&D1, Intelligent Systems |
| 3   | Super Mario Kart                           | 27.08.1992           | 21.01.1993 | Rennspiel    | Nintendo EAD                       |
| 4   | Mario Is Missing!                          | 06.1993              | 09.1993    | Edutainment  | The Software Toolworks             |
| 5   | Yoshi's Cookie                             | 06.1993              | 1993       | Puzzle       | Bullet-Proof Software Inc.         |
| 6   | Super Mario All-Stars                      | 14.07.1993           | 16.12.1993 | Collection   | Nintendo EAD                       |
| 7   | Yoshi’s Safari                             | 14.07.1993           | 1994       | Rail Shooter | Nintendo R&D1                      |
| 8   | Mario & Wario                              | 27.08.1993           | —          | Puzzle       | Game Freak                         |
| 9   | Mario's Time Machine                       | 12.1993              | 12.1993    | Edutainment  | The Software Toolworks             |
| 10  | Mario's Early Years! Fun with Letters      | 09.1994              | —          | Edutainment  | The Software Toolworks             |
| 11  | Mario's Early Years! Fun with Numbers      | 10.1994              | —          | Edutainment  | The Software Toolworks             |
| 12  | Mario's Early Years! Preschool Fun         | 11.1994              | —          | Edutainment  | The Software Toolworks             |
| 13  | Super Mario All-Stars + Super Mario World  | 12.1994              | —          | Collection   | Nintendo EAD                       |
| 14  | Tetris & Dr. Mario                         | 12.1994              | 25.07.1995 | Actionspiel  | Nintendo R&D1, Pax Softnica        |
| 15  | Yoshi no Cookie: Kuruppon Oven de Cookie   | 1994                 | —          | Puzzle       | National Human Electronics         |
| 16  | Super Mario World 2: Yoshi’s Island        | 05.08.1995           | 06.10.1995 | Jump ’n’ Run | Nintendo EAD                       |
| 17  | Mario's Super Picross                      | 14.09.1995           | —          | Puzzle       | Ape Inc., Jupiter                  |
| 18  | Super Mario RPG: Legend of the Seven Stars | 09.03.1996           | —          | RPG          | Square                             |
| 19  | Wrecking Crew '98                          | 23.05.1998           | —          | Actionspiel  | Nintendo R&D1, Pax Softnica        |

### Satellaview
| Nr. | Titel                                    | Erstveröffentlichung | Release | Genre        | Entwickler              |
| --- | ---------------------------------------- | -------------------- | ------- | ------------ | ----------------------- |
| 1   | Undake30 Same Game Mario Version         | 28.08.1995           | —       | Puzzle       | Hudson Soft, St. Giga   |
| 2   | BS Super Mario USA Power Challenge       | 31.03.1996           | —       | Jump ’n’ Run | Nintendo EAD, St. Giga  |
| 3   | Excitebike: Bun Bun Mario Battle Stadium | 11.05.1997           | —       | Rennspiel    | Nintendo EAD, St. Giga  |
| 4   | Mario Paint BS Ban                       | 03.08.1997           | —       | Game Art     | Nintendo R&D1, St. Giga |
| 5   | BS Super Mario Collection                | 28.12.1997           | —       | Collection   | Nintendo EAD, St. Giga  |
| 6   | Mario Paint Yuushou Naizou Ban           | 28.12.1997           | —       | Game Art     | Nintendo R&D1, St. Giga |
| 7   | Dr. Mario BS Ban                         | 1998                 | —       | Puzzle       | Nintendo R&D1           |

### Virtual Boy
| Nr. | Titel          | Erstveröffentlichung | Release    | Genre           | Entwickler          |
| --- | -------------- | -------------------- | ---------- | --------------- | ------------------- |
| 1   | Mario's Tennis | 21.07.1995           | 14.08.1995 | Sportsimulation | Nintendo R&D1, Tose |
| 2   | Mario Clash    | 28.09.1995           | 01.10.1995 | Actionspiel     | Nintendo R&D1       |

### Nintendo 64
| Nr. | Titel                                | Erstveröffentlichung | Release    | Genre           | Entwickler                                 |
| --- | ------------------------------------ | -------------------- | ---------- | --------------- | ------------------------------------------ |
| 1   | Super Mario 64                       | 23.06.1996           | 01.03.1997 | Jump ’n’ Run    | Nintendo EAD                               |
| 2   | Mario Kart 64                        | 14.12.1996           | 24.06.1997 | Rennspiel       | Nintendo EAD                               |
| 3   | Mario no Photopi                     | 02.12.1998           | —          | Game Art        | Tokyo Electron, Fujifilm, Datt Japan, Inc. |
| 4   | Mario Party                          | 18.12.1998           | 09.03.1999 | Partyspiel      | Hudson Soft                                |
| 5   | Super Smash Bros.                    | 21.01.1999           | 19.11.1999 | Kampfspiel      | HAL Laboratory                             |
| 6   | Mario Golf                           | 11.06.1999           | 14.09.1999 | Sportsimulation | Camelot                                    |
| 7   | Mario Artist: Paint Studio 64DD      | 11.12.1999           | —          | Game Art        | Nintendo EAD, Nichimen Graphics            |
| 8   | Mario Party 2                        | 17.12.1999           | 13.10.2000 | Partyspiel      | Hudson Soft                                |
| 9   | Mario Artist: Talent Studio 64DD     | 23.02.2000           | —          | Game Art        | Nintendo EAD, Nichimen Graphics            |
| 10  | Mario Artist: Communication Kit 64DD | 29.06.2000           | —          | Game Art        | Nintendo EAD, Nichimen Graphics            |
| 11  | Mario Tennis                         | 21.07.2000           | 03.11.2000 | Sportsimulation | Camelot                                    |
| 12  | Paper Mario                          | 11.08.2000           | 05.10.2001 | RPG             | Intelligent Systems                        |
| 13  | Mario Artist: Polygon Studio 64DD    | 29.08.2000           | —          | Game Art        | Nintendo EAD, Nichimen Graphics            |
| 14  | Mario Party 3                        | 07.12.2000           | 16.11.2001 | Partyspiel      | Hudson Soft                                |
| 15  | Dr. Mario 64                         | 09.04.2001           | —          | Puzzle          | Nintendo R&D1                              |

### Game Boy Color
| Nr. | Titel                    | Erstveröffentlichung | Release    | Genre              | Entwickler                  |
| --- | ------------------------ | -------------------- | ---------- | ------------------ | --------------------------- |
| 1   | Game & Watch Gallery 2   | 18.11.1998           | 23.11.1998 | Collection         | Nintendo R&D1, Tose         |
| 2   | Game & Watch Gallery 3   | 08.04.1999           | 24.03.2000 | Collection         | Nintendo R&D1, Tose         |
| 3   | Super Mario Bros. Deluxe | 01.05.1999           | 10.06.1999 | Jump ’n’ Run       | Nintendo EAD, Nintendo R&D2 |
| 4   | Mario Golf               | 10.08.1999           | 26.10.1999 | Sportsimulation    | Camelot                     |
| 5   | Mario Tennis             | 01.11.2000           | 02.02.2001 | Sportsimulation    | Camelot                     |
| 6   | Mobile Golf              | 11.05.2001           | —          | Sportsimulation    | Camelot                     |
| 7   | Mario Family             | 27.08.2001           | —          | Anwendungssoftware | Natsume                     |

### Game Boy Advance
| Nr. | Titel                                                 | Erstveröffentlichung | Release    | Genre               | Entwickler                   |
| --- | ----------------------------------------------------- | -------------------- | ---------- | ------------------- | ---------------------------- |
| 1   | Super Mario Advance                                   | 21.03.2001           | 22.06.2001 | Jump ’n’ Run        | Nintendo R&D2                |
| 2   | Mario Kart: Super Circuit                             | 21.07.2001           | 14.09.2001 | Rennspiel           | Intelligent Systems          |
| 3   | Super Mario World: Super Mario Advance 2              | 14.12.2001           | 12.02.2002 | Jump ’n’ Run        | Nintendo EAD                 |
| 4   | Yoshi’s Island: Super Mario Advance 3                 | 20.09.2002           | 11.10.2002 | Jump ’n’ Run        | Nintendo EAD                 |
| 5   | Game & Watch Gallery Advance / Game & Watch Gallery 4 | 25.10.2002           | 25.10.2002 | Collection          | Tose                         |
| 6   | Super Mario Advance 4: Super Mario Bros. 3            | 11.07.2003           | 17.10.2003 | Jump ’n’ Run        | Nintendo EAD                 |
| 7   | Mario & Luigi: Superstar Saga                         | 17.11.2003           | 22.11.2003 | RPG                 | AlphaDream, Vanpool          |
| 8   | NES Classics: Donkey Kong                             | 14.02.2004           | 09.07.2004 | Jump ’n’ Run        | Nintendo R&D2                |
| 9   | NES Classics: Super Mario Bros.                       | 14.02.2004           | 09.07.2004 | Jump ’n’ Run        | Nintendo R&D2                |
| 10  | Mario Golf: Advance Tour                              | 22.04.2004           | 17.09.2004 | Sportsimulation     | Camelot                      |
| 11  | Famicom Mini: Mario Bros.                             | 21.05.2004           | —          | Jump ’n’ Run        | Nintendo R&D2                |
| 12  | Famicom Mini: Wrecking Crew                           | 21.05.2004           | —          | Actionspiel         | Nintendo R&D2                |
| 13  | NES Classics: Dr. Mario                               | 21.05.2004           | 07.01.2005 | Puzzle              | Nintendo R&D2                |
| 14  | Mario vs. Donkey Kong                                 | 24.05.2004           | 19.11.2004 | Puzzle-Jump ’n’ Run | Nintendo Software Technology |
| 15  | Famicom Mini: Super Mario Bros. 2                     | 10.08.2004           | —          | Jump ’n’ Run        | Nintendo R&D2                |
| 16  | Super Mario Ball / Mario Pinball Land                 | 26.08.2004           | 26.11.2004 | Flipperautomat      | Fuse Games                   |
| 17  | Mario Party Advance                                   | 13.01.2005           | 10.06.2005 | Partyspiel          | Hudson Soft                  |
| 18  | Mario Power Tennis / Mario Tennis: Power Tour         | 13.09.2005           | 18.11.2005 | Sportsimulation     | Camelot                      |

### Nintendo GameCube
| Nr. | Titel                                                       | Erstveröffentlichung | Release    | Genre             | Entwickler          |
| --- | ----------------------------------------------------------- | -------------------- | ---------- | ----------------- | ------------------- |
| 1   | Luigi’s Mansion                                             | 14.09.2001           | 03.05.2002 | Action-Adventure  | Nintendo EAD        |
| 2   | Super Smash Bros. Melee                                     | 21.11.2001           | 24.05.2002 | Kampfspiel        | HAL Laboratory      |
| 3   | Super Mario Sunshine                                        | 19.07.2002           | 04.10.2002 | Jump ’n’ Run      | Nintendo EAD        |
| 4   | Mario Party 4                                               | 21.10.2002           | 29.11.2002 | Partyspiel        | Hudson Soft         |
| 5   | Nintendo Puzzle Collection                                  | 07.02.2003           | —          | Puzzle            | Intelligent Systems |
| 6   | Mario Golf: Toadstool Tour                                  | 28.07.2003           | 18.06.2004 | Sportsimulation   | Camelot             |
| 7   | Mario Kart: Double Dash!!                                   | 07.11.2003           | 14.11.2003 | Rennspiel         | Nintendo EAD        |
| 8   | Mario Party 5                                               | 11.11.2003           | 05.12.2003 | Partyspiel        | Hudson Soft         |
| 9   | Paper Mario: Die Legende vom Äonentor                       | 22.07.2004           | 12.11.2004 | RPG               | Intelligent Systems |
| 10  | Mario Power Tennis                                          | 28.10.2004           | 25.02.2005 | Sportsimulation   | Camelot             |
| 11  | Mario Party 6                                               | 18.11.2004           | 18.03.2005 | Partyspiel        | Hudson Soft         |
| 12  | Dancing Stage Mario Mix / Dance Dance Revolution: Mario Mix | 14.07.2005           | 28.10.2005 | Musikspiel        | Konami              |
| 13  | Mario Superstar Baseball                                    | 21.07.2005           | 11.11.2005 | Sportsimulation   | Namco               |
| 14  | Mario Party 7                                               | 07.11.2005           | 10.02.2006 | Partyspiel        | Hudson Soft         |
| 15  | Mario Smash Football                                        | 18.11.2005           | 18.11.2005 | Fußballsimulation | Next Level Games    |

### Nintendo e-Reader
| Nr. | Titel                                              | Erstveröffentlichung | Release | Genre               | Entwickler                   |
| --- | -------------------------------------------------- | -------------------- | ------- | ------------------- | ---------------------------- |
| 1   | Pinball-e                                          | 16.09.2002           | —       | Flipperautomat      | Nintendo Software Technology |
| 2   | Donkey Kong Jr.-e                                  | 16.09.2002           | —       | Jump ’n’ Run        | Nintendo Software Technology |
| 3   | Donkey Kong-e                                      | 12.11.2002           | —       | Jump ’n’ Run        | Nintendo Software Technology |
| 4   | Mario Party-e                                      | 17.02.2003           | —       | Partyspiel          | indieszero                   |
| 5   | Super Mario Advance 4: Super Mario Bros. 3 World-e | 11.07.2003           | —       | Jump ’n’ Run        | Nintendo EAD                 |
| 6   | Mario vs. Donkey Kong-e                            | 06.2004              | —       | Puzzle-Jump ’n’ Run | Nintendo Software Technology |

### Nintendo DS
| Nr. | Titel                                                    | Erstveröffentlichung | Release    | Genre               | Entwickler                                 |
| --- | -------------------------------------------------------- | -------------------- | ---------- | ------------------- | ------------------------------------------ |
| 1   | Super Mario 64 DS                                        | 21.11.2004           | 11.03.2005 | Jump ’n’ Run        | Nintendo EAD                               |
| 2   | Yoshi Touch & Go                                         | 27.01.2005           | 06.05.2005 | Jump ’n’ Run        | Nintendo EAD                               |
| 3   | Yakuman DS                                               | 31.03.2005           | —          | Mah-Jongg           | Nintendo SPD, MediaKite                    |
| 4   | Super Princess Peach                                     | 20.10.2005           | 26.05.2006 | Jump ’n’ Run        | Tose                                       |
| 5   | Mario Kart DS                                            | 14.11.2005           | 25.11.2005 | Rennspiel           | Nintendo EAD                               |
| 6   | Mario & Luigi: Zusammen durch die Zeit                   | 28.11.2005           | 27.01.2006 | RPG                 | AlphaDream                                 |
| 7   | New Super Mario Bros.                                    | 15.05.2006           | 20.06.2006 | Jump ’n’ Run        | Nintendo EAD, Nintendo SRD                 |
| 8   | Mario Slam Basketball / Mario Hoops 3-on-3               | 27.07.2006           | —          | Sportsimulation     | Square Enix                                |
| 9   | Game & Watch Collection                                  | 28.07.2006           | —          | Collection          | Nintendo EAD                               |
| 10  | Mario vs. Donkey Kong 2: Marsch der Mini-Marios          | 25.09.2006           | 09.03.2007 | Puzzle-Jump ’n’ Run | Nintendo Software Technology               |
| 11  | Yoshi’s Island DS                                        | 13.11.2006           | 01.12.2006 | Jump ’n’ Run        | Nintendo EAD, Artoon                       |
| 12  | Itadaki Street DS                                        | 21.06.2007           | —          | Partyspiel          | Tose, Think Garage                         |
| 13  | Mario Party DS                                           | 08.11.2007           | 23.11.2007 | Partyspiel          | Hudson Soft                                |
| 14  | Mario & Sonic bei den Olympischen Spielen                | 17.01.2008           | 08.02.2008 | Sportsimulation     | Sega Sports R&D Department                 |
| 15  | Dr. Mario für zwischendurch / Dr. Mario Express DSi      | 24.12.2008           | 01.05.2009 | Puzzle              | Arika                                      |
| 16  | Mario & Luigi: Abenteuer Bowser                          | 11.02.2009           | 09.10.2009 | RPG                 | AlphaDream                                 |
| 17  | Mario-Taschenrechner DSi                                 | 25.02.2009           | 03.07.2009 | Anwendungssoftware  | Nintendo Software Technology               |
| 18  | Mario-Uhr DSi                                            | 01.04.2009           | 03.07.2009 | Anwendungssoftware  | Nintendo Software Technology               |
| 19  | Mario vs. Donkey Kong: Die Rückkehr der Mini-Marios! DSi | 08.06.2009           | 21.08.2009 | Puzzle              | Nintendo Software Technology, Nintendo SPD |
| 20  | Game & Watch: Mario's Cement Factory DSi                 | 19.08.2009           | 26.03.2010 | Actionspiel         | Nintendo Software Technology               |
| 21  | Game & Watch: Donkey Kong Jr. DSi                        | 19.08.2009           | 23.04.2010 | Jump ’n’ Run        | Nintendo Software Technology               |
| 22  | Mario & Sonic bei den Olympischen Winterspielen          | 13.10.2009           | 16.10.2009 | Sportsimulation     | Sega Sports R&D Department, Sonic Team     |
| 23  | Mario vs. Donkey Kong: Aufruhr im Miniland!              | 14.11.2010           | 04.02.2011 | Puzzle              | Nintendo Software Technology, Nintendo SPD |

### Nintendo Wii
| Nr. | Titel                                                    | Erstveröffentlichung | Release    | Genre             | Entwickler                             |
| --- | -------------------------------------------------------- | -------------------- | ---------- | ----------------- | -------------------------------------- |
| 1   | Super Paper Mario                                        | 09.04.2007           | 14.09.2007 | RPG               | Nintendo SPD, Intelligent Systems      |
| 2   | Mario Strikers Charged Football                          | 25.05.2007           | 25.05.2007 | Fußballsimulation | Next Level Games                       |
| 3   | Mario Party 8                                            | 29.05.2007           | 22.06.2007 | Partyspiel        | Hudson Soft                            |
| 4   | Super Mario Galaxy                                       | 01.11.2007           | 16.11.2007 | Jump ’n’ Run      | Nintendo EAD                           |
| 5   | Mario & Sonic bei den Olympischen Spielen                | 06.11.2007           | 23.11.2007 | Sportsimulation   | Sega Sports R&D Department             |
| 6   | Super Smash Bros. Brawl                                  | 31.01.2008           | 27.06.2008 | Kampfspiel        | Sora Ltd.                              |
| 7   | Dr. Mario & Bazillenjagd / Dr. Mario Online Rx WiiWare   | 25.03.2008           | 20.05.2008 | Puzzle            | Arika                                  |
| 8   | Mario Kart Wii                                           | 10.04.2008           | 11.04.2008 | Rennspiel         | Nintendo EAD                           |
| 9   | Mario Super Sluggers                                     | 19.06.2008           | —          | Sportsimulation   | Nintendo EAD                           |
| 10  | New Play Control! Mario Power Tennis                     | 15.01.2009           | 06.03.2009 | Sportsimulation   | Nintendo EAD                           |
| 11  | Mario & Sonic bei den Olympischen Winterspielen          | 13.10.2009           | 16.10.2009 | Sportsimulation   | Sega Sports R&D Department, Sonic Team |
| 12  | New Super Mario Bros. Wii                                | 11.11.2009           | 20.11.2009 | Jump ’n’ Run      | Nintendo EAD                           |
| 13  | Super Mario Galaxy 2                                     | 23.05.2010           | 11.06.2010 | Jump ’n’ Run      | Nintendo EAD                           |
| 14  | Super Mario All-Stars – 25 Jahre: Jubiläumsedition       | 21.10.2010           | 03.12.2010 | Collection        | Nintendo EAD                           |
| 15  | Mario Sports Mix                                         | 25.11.2010           | 28.01.2011 | Sportsimulation   | Square Enix                            |
| 16  | Mario & Sonic bei den Olympischen Spielen London 2012    | 15.11.2011           | 18.11.2011 | Sportsimulation   | Sega Sports R&D Department             |
| 17  | Straßen des Glücks / Fortune Street / Itadaki Street Wii | 01.12.2011           | 23.12.2011 | Partyspiel        | Marvelous                              |
| 18  | Mario Party 9                                            | 02.03.2012           | 02.03.2012 | Partyspiel        | NDcube                                 |

### Nintendo 3DS
| Nr. | Titel                                                 | Erstveröffentlichung | Release    | Genre            | Entwickler                                 |
| --- | ----------------------------------------------------- | -------------------- | ---------- | ---------------- | ------------------------------------------ |
| 1   | Super Mario 3D Land                                   | 03.11.2011           | 18.11.2011 | Jump ’n’ Run     | Nintendo EAD, Brownie Brown                |
| 2   | Mario Kart 7                                          | 01.12.2011           | 02.12.2011 | Rennspiel        | Nintendo EAD, Retro Studios                |
| 3   | Mario & Sonic bei den Olympischen Spielen London 2012 | 10.02.2012           | 10.02.2012 | Sportsimulation  | Sega Sports R&D Department                 |
| 4   | Mario Tennis Open                                     | 20.05.2012           | 25.05.2012 | Sportsimulation  | Camelot                                    |
| 5   | New Super Mario Bros. 2                               | 28.07.2012           | 17.08.2012 | Jump ’n’ Run     | Nintendo EAD                               |
| 6   | Paper Mario: Sticker Star                             | 11.11.2012           | 07.12.2012 | RPG              | Intelligent Systems, Vanpool               |
| 7   | Luigi’s Mansion 2                                     | 20.03.2013           | 28.03.2013 | Action-Adventure | Next Level Games                           |
| 8   | Mario and Donkey Kong: Minis on the Move eShop        | 09.05.2013           | 09.05.2013 | Puzzle           | Nintendo Software Technology               |
| 9   | Mario & Luigi: Dream Team Bros.                       | 12.07.2013           | 12.07.2013 | RPG              | AlphaDream                                 |
| 10  | Mario Party: Island Tour                              | 22.11.2013           | 17.01.2014 | Partyspiel       | NDcube                                     |
| 11  | Yoshi’s New Island                                    | 14.03.2014           | 14.03.2014 | Jump ’n’ Run     | Arzest                                     |
| 12  | Mario Golf: World Tour                                | 01.05.2014           | 02.05.2014 | Sportsimulation  | Camelot                                    |
| 13  | Super Smash Bros. for Nintendo 3DS                    | 13.09.2014           | 02.10.2014 | Kampfspiel       | Sora Ltd., Bandai Namco                    |
| 14  | Ultimate NES Remix                                    | 07.11.2014           | 07.11.2014 | Microgames-Mix   | Nintendo EAD                               |
| 15  | Mario vs. Donkey Kong: Tipping Stars eShop            | 05.03.2015           | 20.03.2015 | Puzzle           | Nintendo Software Technology               |
| 16  | Puzzle & Dragons Z + Super Mario Bros. Edition        | 29.04.2015           | 08.05.2015 | Puzzle           | GungHo Online Entertainment                |
| 17  | Dr. Mario: Miracle Cure eShop                         | 31.05.2015           | 11.06.2015 | Puzzle           | Nintendo SPD, Arika                        |
| 18  | Mario & Luigi: Paper Jam Bros.                        | 03.12.2015           | 04.12.2015 | RPG              | AlphaDream                                 |
| 19  | Mini Mario & Friends: amiibo Challenge eShop          | 28.01.2016           | 28.04.2016 | Puzzle           | Nintendo Software Technology               |
| 20  | Mario & Sonic bei den Olympischen Spielen Rio 2016    | 18.02.2016           | 08.04.2016 | Sportsimulation  | Arzest, Spike Chunsoft                     |
| 21  | Mario Party: Star Rush                                | 07.10.2016           | 07.10.2016 | Partyspiel       | NDcube                                     |
| 22  | Super Mario Maker for Nintendo 3DS                    | 01.12.2016           | 02.12.2016 | Level-Editor     | Nintendo EPD, Nintendo Software Technology |
| 23  | Mario Sports Superstars                               | 10.03.2017           | 10.03.2017 | Jump ’n’ Run     | Camelot, Bandai Namco                      |
| 24  | Mario & Luigi: Superstar Saga + Bowsers Schergen      | 05.10.2017           | 06.10.2017 | RPG              | AlphaDream                                 |
| 25  | Mario Party: The Top 100                              | 10.11.2017           | 22.12.2017 | Partyspiel       | NDcube                                     |
| 26  | Luigi’s Mansion                                       | 12.10.2018           | 19.10.2018 | Action-Adventure | Nintendo EAD                               |
| 27  | Mario & Luigi: Abenteuer Bowser + Bowser Jr.s Reise   | 27.12.2018           | 25.01.2019 | RPG              | AlphaDream, Arzest                         |

### Wii U
| Nr. | Titel                                                        | Erstveröffentlichung | Release    | Genre           | Entwickler                   |
| --- | ------------------------------------------------------------ | -------------------- | ---------- | --------------- | ---------------------------- |
| 1   | Nintendo Land                                                | 18.11.2012           | 30.11.2012 | Collection      | Nintendo EAD                 |
| 2   | New Super Mario Bros. U                                      | 18.11.2012           | 30.11.2012 | Jump ’n’ Run    | Nintendo EAD                 |
| 3   | Mario & Sonic bei den Olympischen Winterspielen Sotschi 2014 | 08.11.2013           | 08.11.2013 | Sportsimulation | Sega Sports R&D Department   |
| 4   | Super Mario 3D World                                         | 21.11.2013           | 29.11.2013 | Jump ’n’ Run    | Nintendo EAD, 1-UP Studio    |
| 5   | NES Remix eShop                                              | 18.12.2013           | 18.12.2013 | Microgames-Mix  | Nintendo EAD                 |
| 6   | NES Remix 2 eShop                                            | 24.04.2014           | 25.04.2014 | Microgames-Mix  | Nintendo EAD                 |
| 7   | Mario Kart 8                                                 | 29.05.2014           | 30.05.2014 | Rennspiel       | Nintendo EAD, Nintendo EPD   |
| 8   | Super Smash Bros. for Wii U                                  | 21.11.2014           | 28.11.2014 | Kampfspiel      | Sora Ltd., Bandai Namco      |
| 9   | Mario vs. Donkey Kong: Tipping Stars eShop                   | 05.03.2015           | 20.03.2015 | Puzzle          | Nintendo Software Technology |
| 10  | Mario Party 10                                               | 12.03.2015           | 20.03.2015 | Partyspiel      | NDcube                       |
| 11  | amiibo Touch & Play: Nintendo Classics Highlights eShop      | 23.04.2015           | 30.04.2015 | Collection      | Nintendo Software Technology |
| 12  | Super Mario Maker                                            | 10.09.2015           | 11.09.2015 | Level-Editor    | Nintendo EAD                 |
| 13  | Mario Tennis: Ultra Smash                                    | 20.11.2015           | 20.11.2015 | Sportsimulation | Camelot                      |
| 14  | Mini Mario & Friends: amiibo Challenge eShop                 | 28.01.2016           | 28.04.2016 | Puzzle          | Nintendo Software Technology |
| 15  | Mario & Sonic bei den Olympischen Spielen Rio 2016           | 23.06.2016           | 24.06.2016 | Sportsimulation | Sega Sports R&D Department   |
| 16  | Paper Mario: Color Splash                                    | 07.10.2016           | 07.10.2016 | RPG             | Intelligent Systems          |

### Nintendo Switch
| Nr. | Titel                                                | Release    | Genre               | Entwickler                                |
| --- | ---------------------------------------------------- | ---------- | ------------------- | ----------------------------------------- |
| 1   | Mario Kart 8 Deluxe                                  | 28.04.2017 | Rennspiel           | Nintendo EAD, Nintendo EPD                |
| 2   | Mario + Rabbids: Kingdom Battle                      | 29.08.2017 | Strategie           | Ubisoft                                   |
| 3   | Super Mario Odyssey                                  | 27.10.2017 | Jump ’n’ Run        | Nintendo EPD, 1-UP Studio                 |
| 4   | Mario Tennis Aces                                    | 22.06.2018 | Sportsimulation     | Nintendo EPD, Camelot                     |
| 5   | Super Mario Party                                    | 05.10.2018 | Partyspiel          | NDcube                                    |
| 6   | Super Smash Bros. Ultimate                           | 07.12.2018 | Kampfspiel          | Sora Ltd., Bandai Namco                   |
| 7   | New Super Mario Bros. U Deluxe                       | 11.01.2019 | Jump ’n’ Run        | Nintendo EAD                              |
| 8   | Super Mario Maker                                    | 28.06.2019 | Level-Editor        | Nintendo EPD                              |
| 9   | Luigi’s Mansion 3                                    | 31.10.2019 | Action-Adventure    | Next Level Games                          |
| 10  | Mario & Sonic bei den Olympischen Spielen Tokyo 2020 | 08.11.2019 | Sportsimulation     | Sega, AlphaDream, Racjin, Yuke's, Success |
| 11  | Paper Mario: The Origami King                        | 17.07.2020 | RPG                 | Intelligent Systems                       |
| 12  | Super Mario 3D All-Stars                             | 18.09.2020 | Collection          | Nintendo EPD                              |
| 13  | Super Mario Bros. 35 eShop                           | 01.10.2020 | Battle Royale       | Arika                                     |
| 14  | Mario Kart Live: Home Circuit                        | 16.10.2020 | Rennspiel           | Velan Studios                             |
| 15  | Super Mario 3D World + Bowser’s Fury                 | 12.02.2021 | Jump ’n’ Run        | Nintendo EPD, 1-UP Studio                 |
| 16  | Mario Golf: Super Rush                               | 25.06.2021 | Sportsimulation     | Camelot                                   |
| 17  | Mario Party Superstars                               | 29.10.2021 | Partyspiel          | NDcube                                    |
| 18  | Mario Strikers: Battle League Football               | 10.06.2022 | Fußballsimulation   | Nintendo EPD, Next Level Games            |
| 19  | Mario + Rabbids: Sparks of Hope                      | 20.10.2022 | Strategie           | Ubisoft                                   |
| 20  | Super Mario Bros. Wonder                             | 20.10.2023 | Jump ’n’ Run        | Nintendo EPD                              |
| 21  | Super Mario RPG                                      | 17.11.2023 | RPG                 | Nintendo EPD                              |
| 22  | Mario vs. Donkey Kong                                | 16.02.2024 | Puzzle-Jump ’n’ Run | Nintendo Software Technology              |
| 23  | Paper Mario: Die Legende vom Äonentor                | 23.05.2024 | RPG                 | Intelligent Systems                       |
| 24  | Luigi’s Mansion 2 HD                                 | 27.06.2024 | Action-Adventure    | Next Level Games                          |
| 25  | Nintendo World Championships: NES Edition            | 18.07.2024 | Microgames-Mix      | Nintendo EPD, indieszero                  |
| 26  | Super Mario Party Jamboree                           | 17.10.2024 | Partyspiel          | Nintendo Cube                             |
| 27  | Mario & Luigi: Brothership                           | 07.11.2024 | RPG                 | Acquire                                   |

### Nintendo Switch 2
| Nr. | Titel                                                       | Release    | Genre      | Entwickler    |
| --- | ----------------------------------------------------------- | ---------- | ---------- | ------------- |
| 1   | Mario Kart World                                            | 05.06.2025 | Rennspiel  | Nintendo EPD  |
| 2   | Super Mario Party Jamboree – Switch 2 Edition + Jamboree TV | 24.07.2025 | Partyspiel | Nintendo Cube |

## Externe Systeme

### Arcade
| Nr. | Titel                                                | Erstveröffentlichung | Release    | Genre            | Entwickler                         |
| --- | ---------------------------------------------------- | -------------------- | ---------- | ---------------- | ---------------------------------- |
| 1   | Donkey Kong                                          | 09.07.1981           | 11.1981    | Jump ’n’ Run     | Nintendo R&D1                      |
| 2   | Donkey Kong Jr.                                      | 08.1982              | 16.11.1982 | Jump ’n’ Run     | Nintendo R&D1                      |
| 3   | Mario Bros.                                          | 21.06.1983           | —          | Jump ’n’ Run     | Nintendo R&D1                      |
| 4   | Donkey Kong 3                                        | 10.1983              | 1983       | Shoot ’em up     | Nintendo R&D1, Intelligent Systems |
| 5   | VS. Tennis                                           | 18.01.1984           | 1986       | Sportsimulation  | Nintendo R&D1, Intelligent Systems |
| 6   | VS. Wrecking Crew                                    | 26.07.1984           | 1985       | Actionspiel      | Nintendo R&D1                      |
| 7   | VS. Super Mario Bros.                                | 01.1986              | 01.1986    | Jump ’n’ Run     | Nintendo R&D4                      |
| 8   | VS. Dr. Mario                                        | 08.1990              | —          | Puzzle           | Nintendo R&D1                      |
| 9   | Mario Roulette                                       | 13.12.1991           | —          | Roulette         | Konami                             |
| 10  | Piccadilly Circus: Super Mario Bros. 3               | 1991                 | —          | Roulette         | Konami                             |
| 11  | Super Mario Bros. Mushroom World                     | 06.1992              | —          | Flipperautomat   | D. Gottlieb & Co.                  |
| 12  | Super Mario World                                    | 1993                 | —          | Geschicklichkeit | Fabtek, Inc.                       |
| 13  | Super Mario World Popcorn                            | 1993                 | —          | Roulette         | Banpresto                          |
| 14  | Super Mario Kart: Doki Doki Race                     | 1994                 | —          | Rennspiel        | Banpresto, Takara                  |
| 15  | Mario Bowl                                           | 1995                 | —          | Geschicklichkeit | Brunswick                          |
| 16  | Super Mario Attack                                   | 1996                 | —          | Geschicklichkeit | Banpresto                          |
| 17  | Dokidoki Mario Chance!                               | 2003                 | —          | Geschicklichkeit | Banpresto                          |
| 18  | Super Mario Fushigi no Janjan Land                   | 04.2004              | —          | Münzschieber     | Capcom                             |
| 19  | Super Mario Fushigi no Korokoro Party                | 11.2004              | —          | Münzschieber     | Capcom                             |
| 20  | Donkey Kong, Donkey Kong Junior, Mario Bros.         | 09.2004              | —          | Collection       | Cosmodog                           |
| 21  | Mario Kart Arcade GP                                 | 10.10.2005           | 2005       | Rennspiel        | Bandai Namco                       |
| 22  | Super Mario Fushigi no Korokoro Party 2              | 10.2005              | —          | Münzschieber     | Capcom                             |
| 23  | Mario Kart Arcade GP 2                               | 14.03.2007           | 2008       | Rennspiel        | Bandai Namco                       |
| 24  | Mario Party Fushigi no Korokoro Catcher              | 2009                 | —          | Partyspiel       | Capcom                             |
| 25  | New Super Mario Bros. Wii Coin World                 | 04.2011              | —          | Partyspiel       | Capcom                             |
| 26  | Mario Party Kurukuru Carnival                        | 07.2012              | —          | Geschicklichkeit | Capcom                             |
| 27  | Mario Party Fushigi no Korokoro Catcher 2            | 04.2013              | —          | Partyspiel       | Capcom                             |
| 28  | Mario Kart Arcade GP DX                              | 25.07.2013           | 2017       | Rennspiel        | Bandai Namco                       |
| 29  | Mario & Sonic bei den Olympischen Spielen Rio 2016   | 18.02.2016           | —          | Sportsimulation  | Sega Sports R&D Department         |
| 30  | Mario Party Challenge World                          | 07.2016              | —          | Partyspiel       | Capcom                             |
| 31  | Mario Kart Arcade GP VR                              | 14.07.2017           | —          | Rennspiel        | Bandai Namco                       |
| 32  | Mario & Sonic bei den Olympischen Spielen Tokyo 2020 | 23.01.2020           | —          | Sportsimulation  | Sega Sports R&D Department         |

### Arcade-Ports auf externe Plattformen
Es werden nur offiziell erschienene Umsetzungen der Mariospiele aufgelistet. Unlizenzierte Bootlags, Kopien oder Klone werden nicht aufgezählt.
| Nr. | Titel           | Release | Systeme                                                                              |
| --- | --------------- | ------- | ------------------------------------------------------------------------------------ |
| 1   | Donkey Kong     | 1982    | Atari 2600, ColecoVision, Intellivision                                              |
| 1   | Donkey Kong     | 1983    | Atari 400, Atari 800, MS-DOS, Apple II, Texas Instruments TI-99/4A                   |
| 1   | Donkey Kong     | 1984    | Atari 5200, Atari 7800, Coleco Adam, Commodore VIC 1001, VIC 20, VC 20, Commodore 64 |
| 1   | Donkey Kong     | 1986    | Sinclair ZX Spectrum, Amstrad CPC, MSX                                               |
| 2   | Donkey Kong Jr. | 1983    | Atari 2600, Atari 5200, ColecoVision, Intellivision, Apple II                        |
| 3   | Mario Bros.     | 1983    | Atari 400, Atari 800, Atari 2600, Atari 5200                                         |
| 3   | Mario Bros.     | 1984    | Atari 7800, Commodore 64, Apple II                                                   |

### Nelsonic Game Watch
Zusätzlich sind auch Luigi's Hammer Toss und Princess Toadstool’s Castle Run für Nelsonic Game Watch erschienen. Da diese aber Mario selbst nicht enthalten, sind sie bei den Listen der Luigi- bzw. Prinzessin-Peach-Spielen aufgeführt.
| Nr. | Titel                                   | Erstveröffentlichung | Release | Genre               | Entwickler |
| --- | --------------------------------------- | -------------------- | ------- | ------------------- | ---------- |
| 1   | Super Mario Bros.                       | 1989                 | 1992    | Jump ’n’ Run        | Nelsonic   |
| 2   | Super Mario Bros. 3                     | 30.12.1990           | 1992    | Jump ’n’ Run        | Nelsonic   |
| 3   | Super Mario World / Super Mario Bros. 4 | 1991                 | —       | Jump ’n’ Run        | Nelsonic   |
| 4   | Super Mario Kart / Super Mario Race     | 1992                 | —       | Rennspiel           | Nelsonic   |
| 5   | Donkey Kong                             | 1994                 | 1994    | Puzzle-Jump ’n’ Run | Nelsonic   |

### MS-DOS
| Nr. | Titel                                       | Erstveröffentlichung | Release    | Genre       | Entwickler              |
| --- | ------------------------------------------- | -------------------- | ---------- | ----------- | ----------------------- |
| 1   | Super Mario Bros. Print World               | 30.03.1991           | —          | Game Art    | Codesmith, Inc.         |
| 2   | Mario Teaches Typing                        | 08.03.1992           | 01.12.1992 | Edutainment | Interplay Entertainment |
| 3   | Super Mario Bros. & Friends: When I Grow Up | 24.03.1992           | —          | Edutainment | Brian A. Rice, Inc.     |
| 4   | Mario Is Missing!                           | 01.1993              | 1993       | Edutainment | The Software Toolworks  |
| 5   | Mario Is Missing! CD-ROM Deluxe             | 07.1993              | 1993       | Edutainment | The Software Toolworks  |
| 6   | Mario's Early Years! Fun with Letters       | 1993                 | 1993       | Edutainment | The Software Toolworks  |
| 7   | Mario's Early Years! Fun with Numbers       | 1993                 | 1993       | Edutainment | The Software Toolworks  |
| 8   | Mario's Early Years! Preschool Fun          | 1993                 | 1993       | Edutainment | The Software Toolworks  |
| 9   | Mario's Time Machine                        | 1993                 | 1993       | Edutainment | The Software Toolworks  |
| 10  | Mario's Early Years! CD-ROM Collection      | 1994                 | —          | Edutainment | The Software Toolworks  |
| 11  | Mario's Time Machine Deluxe                 | 1994                 | —          | Edutainment | The Software Toolworks  |
| 12  | Mario Teaches Typing Enhanced CD-ROM        | 1994                 | —          | Edutainment | Interplay Entertainment |
| 13  | Mario's Game Gallery                        | 23.02.1995           | —          | Partyspiel  | Presage Software, Inc.  |
| 14  | Mario's FUNdamentals                        | 03.03.1998           | —          | Partyspiel  | Presage Software, Inc.  |

### Microsoft Windows
| Nr. | Titel                                | Erstveröffentlichung | Release | Genre              | Entwickler                                      |
| --- | ------------------------------------ | -------------------- | ------- | ------------------ | ----------------------------------------------- |
| 1   | Mario Teaches Typing Enhanced CD-ROM | 22.07.1994           | —       | Edutainment        | Interplay Entertainment                         |
| 2   | Mario's Time Machine Deluxe          | 1994                 | —       | Edutainment        | The Software Toolworks                          |
| 3   | Mario's Game Gallery                 | 23.02.1995           | —       | Partyspiel         | Presage Software, Inc.                          |
| 4   | Mario Teaches Typing 2               | 31.10.1996           | —       | Edutainment        | Interplay Productions, Brainstorm Entertainment |
| 5   | Super Mario Collection Screen Saver  | 1997                 | —       | Anwendungssoftware | Yutaka, Digitainment                            |
| 6   | Mario's FUNdamentals                 | 03.03.1998           | —       | Partyspiel         | Presage Software, Inc.                          |
| 7   | Welcome to Nintendo World!           | 1998                 | —       | Anwendungssoftware | Nintendo                                        |

### Philips CD-i
| Nr. | Titel       | Erstveröffentlichung | Release | Genre  | Entwickler      |
| --- | ----------- | -------------------- | ------- | ------ | --------------- |
| 1   | Hotel Mario | 07.1994              | 1994    | Puzzle | Fantasy Factory |

### Smartphone
| Nr. | Titel           | iOS Release | Android Release | Genre        | Entwickler                        |
| --- | --------------- | ----------- | --------------- | ------------ | --------------------------------- |
| 1   | Super Mario Run | 15.12.2016  | 22.03.2017      | Jump ’n’ Run | Nintendo EPD                      |
| 2   | Dr. Mario World | 09.07.2019  | 09.07.2019      | Puzzle       | Nintendo, LINE, NHN Entertainment |
| 3   | Mario Kart Tour | 25.09.2019  | 25.09.2019      | Rennspiel    | Nintendo EPD, Bandai Namco, DeNA  |

## Weitere Spiele im Mario-Universum
Neben den Videospielen, in denen die Spielfigur Mario selbst in einer Haupt- oder Nebenrolle auftritt, gibt es noch weitere Spiele im Mario-Universum, in denen Mario selbst nicht zu sehen ist. In diesen nehmen entweder Donkey Kong, Luigi, Prinzessin Peach, Yoshi, Wario oder Toad die Hauptrolle ein, weswegen deren Spiele, unabhängig davon ob Mario darin auftritt oder nicht, nachfolgend aufgeführt sind.

### Donkey-Kong-Spiele
Die Videospiele mit Donkey Kong spielen im selben Universum wie die Videospiele mit Super Mario. Es gibt einige Überschneidungen wie die klassischen Donkey-Kong-Arcade-Automaten oder die Mario-vs.-Donkey-Kong-Serie, bei denen sowohl Mario als auch Donkey Kong gemeinsame Hauptrollen spielen, deswegen werden diese bei beiden Charakteren aufgelistet. Zudem ist Donkey Kong in vielen Mario-Spielen wie der Mario-Kart-Serie oder der Mario-Party-Serie spielbar.
Da es aber auch eine Vielzahl von Donkey-Kong-Spielen ohne einen Auftritt von Mario gibt, wie beispielsweise die komplette Donkey-Kong-Country-Serie (mit Ausnahme von Donkey Kong Country 2: Diddy’s Kong Quest und Donkey Kong Land 2, in denen Mario nach den Endbosskämpfen Cameo-Gastauftritte hat, was für Mario aber eben keine Haupt- oder Nebenrolle darstellt, weswegen diese weiter oben noch nicht aufgeführt wurden) oder Donkey Kong Bananza, welches mit dem Auftauchen von New Donk City mit Super Mario Odyssey verknüpft ist, werden hier alle Videospiele aufgelistet, die zur Donkey-Kong-Serie gehören (einschließlich Spielen wie Donkey Kong Land III oder Diddy Kong Racing, in denen Donkey Kong selbst nicht zu sehen ist, die Spiele durch die Kong-Familienmitglieder wie Diddy Kong aber fest mit der Serie verbunden sind).
| Nr. | Titel                                                    | System            | Erstveröffentlichung | Release    | Genre               | Entwickler                                 |
| --- | -------------------------------------------------------- | ----------------- | -------------------- | ---------- | ------------------- | ------------------------------------------ |
| 1   | Donkey Kong                                              | Arcade + Ports    | 09.07.1981           | 11.1981    | Jump ’n’ Run        | Nintendo R&D1                              |
| 2   | Donkey Kong                                              | Game & Watch      | 03.06.1982           | 1982       | Jump ’n’ Run        | Nintendo R&D1                              |
| 3   | Donkey Kong Jr.                                          | Arcade + Ports    | 08.1982              | 16.11.1982 | Jump ’n’ Run        | Nintendo R&D1                              |
| 4   | Donkey Kong Jr.                                          | Game & Watch (3×) | 26.10.1982           | 1982       | Jump ’n’ Run        | Nintendo R&D1                              |
| 5   | Donkey Kong II                                           | Game & Watch      | 07.03.1983           | 1983       | Jump ’n’ Run        | Nintendo R&D1                              |
| 6   | Donkey Kong                                              | NES               | 15.07.1983           | 15.10.1986 | Jump ’n’ Run        | Nintendo R&D1                              |
| 7   | Donkey Kong Jr.                                          | NES               | 15.07.1983           | 15.07.1987 | Jump ’n’ Run        | Nintendo R&D1                              |
| 8   | Donkey Kong 3                                            | Arcade            | 10.1983              | 1983       | Shoot ’em up        | Nintendo R&D1, Intelligent Systems         |
| 9   | Donkey Kong Jr. + Jr. Sansū Lesson                       | Famicom           | 10.1983              | —          | Collection          | Nintendo R&D1, Sharp                       |
| 10  | Donkey Kong Jr. Math                                     | NES               | 12.12.1983           | 10.07.1986 | Edutainment         | Nintendo R&D2                              |
| 11  | Donkey Kong Circus                                       | Game & Watch      | 02.03.1984           | 1984       | Geschicklichkeit    | Nintendo R&D1                              |
| 12  | Donkey Kong 3                                            | NES               | 04.07.1984           | 15.09.1987 | Shoot ’em up        | Nintendo R&D1, Intelligent Systems         |
| 13  | Donkey Kong 3                                            | Game & Watch      | 20.08.1984           | 1984       | Shoot ’em up        | Nintendo R&D1, Intelligent Systems         |
| 14  | Donkey Kong Hockey                                       | Game & Watch      | 13.11.1984           | 1984       | Sportsimulation     | Nintendo R&D1                              |
| 15  | Donkey Kong Classics                                     | NES               | 10.1988              | 10.08.1989 | Collection          | Nintendo R&D2                              |
| 16  | Donkey Kong                                              | Game Boy          | 14.06.1994           | 24.09.1994 | Puzzle-Jump ’n’ Run | Nintendo EAD, Pax Softnica                 |
| 17  | Donkey Kong Country                                      | SNES              | 18.11.1994           | 24.11.1994 | Jump ’n’ Run        | Rare                                       |
| 18  | Donkey Kong Land                                         | Game Boy          | 26.06.1995           | 24.08.1995 | Jump ’n’ Run        | Rare                                       |
| 19  | Donkey Kong Country 2: Diddy’s Kong Quest                | SNES              | 21.11.1995           | 14.12.1995 | Jump ’n’ Run        | Rare                                       |
| 20  | Donkey Kong Land 2                                       | Game Boy          | 23.09.1996           | 28.11.1996 | Jump ’n’ Run        | Rare                                       |
| 21  | Donkey Kong Country 3: Dixie Kong’s Double Trouble!      | SNES              | 18.11.1996           | 13.12.1996 | Jump ’n’ Run        | Rare                                       |
| 22  | Donkey Kong Land III                                     | Game Boy          | 27.10.1997           | 30.10.1997 | Jump ’n’ Run        | Rare                                       |
| 23  | Diddy Kong Racing                                        | Nintendo 64       | 21.11.1997           | 21.11.1997 | Rennspiel           | Rare                                       |
| 24  | Donkey Kong 64                                           | Nintendo 64       | 24.11.1999           | 06.12.1999 | Jump ’n’ Run        | Rare                                       |
| 25  | Donkey Kong GB: Dinky Kong & Dixie Kong                  | Game Boy Color    | 28.01.2000           | —          | Jump ’n’ Run        | Rare                                       |
| 26  | Donkey Kong Country                                      | Game Boy Color    | 17.11.2000           | 17.11.2000 | Jump ’n’ Run        | Rare                                       |
| 27  | Donkey Kong Jr.-e                                        | Nintendo e-Reader | 16.09.2002           | —          | Jump ’n’ Run        | Nintendo Software Technology               |
| 28  | Donkey Kong-e                                            | Nintendo e-Reader | 12.11.2002           | —          | Jump ’n’ Run        | Nintendo Software Technology               |
| 29  | Donkey Kong Country                                      | Game Boy Advance  | 04.06.2003           | 06.06.2003 | Jump ’n’ Run        | Rare                                       |
| 30  | Donkey Konga                                             | Nintendo GameCube | 12.12.2003           | 15.10.2004 | Musikspiel          | Namco                                      |
| 31  | NES Classics: Donkey Kong                                | Game Boy Advance  | 14.02.2004           | 09.07.2004 | Jump ’n’ Run        | Nintendo R&D2                              |
| 32  | Mario vs. Donkey Kong                                    | Game Boy Advance  | 24.05.2004           | 19.11.2004 | Puzzle-Jump ’n’ Run | Nintendo Software Technology               |
| 33  | Donkey Kong Country 2                                    | Game Boy Advance  | 25.06.2004           | 25.06.2004 | Jump ’n’ Run        | Rare                                       |
| 34  | Donkey Konga 2                                           | Nintendo GameCube | 01.07.2004           | 03.06.2005 | Musikspiel          | Namco                                      |
| 35  | Donkey Kong Jungle Beat                                  | Nintendo GameCube | 16.12.2004           | 04.02.2005 | Jump ’n’ Run        | Nintendo EAD                               |
| 36  | Donkey Kong: King of Swing                               | Game Boy Advance  | 04.02.2005           | 04.02.2005 | Puzzle              | Paon                                       |
| 37  | Donkey Konga 3                                           | Nintendo GameCube | 17.03.2005           | —          | Musikspiel          | Namco                                      |
| 38  | Donkey Kong: Jungle Fever                                | Arcade            | 08.2005              | —          | Münzschieber        | Capcom                                     |
| 39  | Donkey Kong Country 3                                    | Game Boy Advance  | 04.11.2005           | 04.11.2005 | Jump ’n’ Run        | Rare                                       |
| 40  | Mario vs. Donkey Kong 2: Marsch der Mini-Marios          | Nintendo DS       | 25.09.2006           | 09.03.2007 | Puzzle-Jump ’n’ Run | Nintendo Software Technology               |
| 41  | Donkey Kong: Banana Kingdom                              | Arcade            | 16.11.2006           | —          | Münzschieber        | Capcom                                     |
| 42  | Diddy Kong Racing DS                                     | Nintendo DS       | 05.02.2007           | 20.04.2007 | Rennspiel           | Rare                                       |
| 43  | Donkey Kong Jet Race / Donkey Kong Barrel Blast          | Wii               | 28.06.2007           | 25.01.2008 | Rennspiel           | Paon                                       |
| 44  | Donkey Kong: Jungle Climber                              | Nintendo DS       | 09.08.2007           | 12.10.2007 | Geschicklichkeit    | Paon                                       |
| 45  | New Play Control! Donkey Kong Jungle Beat                | Wii               | 11.12.2008           | 05.06.2009 | Jump ’n’ Run        | Nintendo EAD                               |
| 46  | Mario vs. Donkey Kong: Die Rückkehr der Mini-Marios! DSi | Nintendo DSi      | 08.06.2009           | 21.08.2009 | Puzzle              | Nintendo Software Technology, Nintendo SPD |
| 47  | Game & Watch: Donkey Kong Jr. DSi                        | Nintendo DSi      | 19.08.2009           | 23.04.2010 | Jump ’n’ Run        | Nintendo Software Technology               |
| 48  | Mario vs. Donkey Kong: Aufruhr im Miniland!              | Nintendo DS       | 14.11.2010           | 04.02.2011 | Puzzle              | Nintendo Software Technology, Nintendo SPD |
| 49  | Donkey Kong Country Returns                              | Wii               | 21.11.2010           | 03.12.2010 | Jump ’n’ Run        | Retro Studios                              |
| 50  | Mario and Donkey Kong: Minis on the Move eShop           | Nintendo 3DS      | 09.05.2013           | 09.05.2013 | Puzzle              | Nintendo Software Technology               |
| 51  | Donkey Kong Country Returns 3D                           | Nintendo 3DS      | 24.05.2013           | 24.05.2013 | Jump ’n’ Run        | Monster Games                              |
| 52  | Donkey Kong Country: Tropical Freeze                     | Wii U             | 14.02.2014           | 21.02.2014 | Jump ’n’ Run        | Retro Studios                              |
| 53  | Mario vs. Donkey Kong: Tipping Stars eShop               | Wii U, 3DS        | 05.03.2015           | 20.03.2015 | Puzzle              | Nintendo Software Technology               |
| 54  | Mini Mario & Friends: amiibo Challenge eShop             | Wii U, 3DS        | 28.01.2016           | 28.04.2016 | Puzzle              | Nintendo Software Technology               |
| 55  | Donkey Kong Country: Tropical Freeze                     | Nintendo Switch   | 03.05.2018           | 04.05.2018 | Jump ’n’ Run        | Retro Studios                              |
| 56  | Mario vs. Donkey Kong                                    | Nintendo Switch   | 16.02.2024           | 16.02.2024 | Puzzle-Jump ’n’ Run | Nintendo Software Technology               |
| 57  | Donkey Kong Country Returns HD                           | Nintendo Switch   | 16.01.2025           | 16.01.2025 | Jump ’n’ Run        | Forever Entertainment                      |
| 58  | Donkey Kong Bananza                                      | Nintendo Switch 2 | 17.07.2025           | 17.07.2025 | Jump ’n’ Run        | Nintendo EPD                               |

### Luigi-Spiele
Die Videospiele mit Luigi spielen im selben Universum wie die Videospiele mit Super Mario. Zwar ist in den Spielen Mario Is Missing! und in der Luigi’s Mansion-Reihe, in denen Luigi die Hauptrolle einnimmt, auch Mario selbst in einer Nebenrolle vertreten und diese Spiele wurden daher alle schon zuvor auch bei den Mario-Spielen aufgelistet. Zudem ist Luigi in vielen Mario-Spielen wie der Mario-Kart-Serie oder der Mario-Party-Serie spielbar. Doch in Luigi's Hammer Toss, New Super Luigi U, Dr. Luigi und Luigi's Mansion Arcade ist Mario nicht zu sehen, deswegen werden hier alle Videospiele aufgelistet, in denen Luigi die Hauptrolle spielt.
| Nr. | Titel                           | System              | Erstveröffentlichung | Release    | Genre            | Entwickler             |
| --- | ------------------------------- | ------------------- | -------------------- | ---------- | ---------------- | ---------------------- |
| 1   | Luigi's Hammer Toss / Luigi     | Nelsonic Game Watch | 1990                 | —          | Geschicklichkeit | S.I.U.                 |
| 2   | Mario Is Missing!               | MS-DOS              | 01.1993              | 1993       | Edutainment      | The Software Toolworks |
| 3   | Mario Is Missing!               | SNES                | 06.1993              | 09.1993    | Edutainment      | The Software Toolworks |
| 4   | Mario Is Missing!               | NES                 | 06.1993              | 10.1993    | Edutainment      | Radical Entertainment  |
| 5   | Mario Is Missing! CD-ROM Deluxe | MS-DOS              | 07.1993              | 1993       | Edutainment      | The Software Toolworks |
| 6   | Luigi’s Mansion                 | Nintendo GameCube   | 14.09.2001           | 03.05.2002 | Action-Adventure | Nintendo EAD           |
| 7   | Luigi’s Mansion 2               | Nintendo 3DS        | 20.03.2013           | 28.03.2013 | Action-Adventure | Next Level Games       |
| 8   | New Super Luigi U               | Wii U               | 19.06.2013           | 20.06.2013 | Jump ’n’ Run     | Nintendo EAD           |
| 9   | Dr. Luigi eShop                 | Wii U               | 31.12.2013           | 15.01.2014 | Puzzle           | Nintendo SPD, Arika    |
| 10  | Luigi's Mansion Arcade          | Arcade              | 2015                 | —          | Rail Shooter     | Capcom                 |
| 11  | Luigi’s Mansion                 | Nintendo 3DS        | 12.10.2018           | 19.10.2018 | Action-Adventure | Nintendo EAD           |
| 12  | Luigi’s Mansion 3               | Nintendo Switch     | 31.10.2019           | 31.10.2019 | Action-Adventure | Next Level Games       |
| 13  | Luigi’s Mansion 2 HD            | Nintendo Switch     | 27.06.2024           | 27.06.2024 | Action-Adventure | Next Level Games       |

### Prinzessin-Peach-Spiele
Die Videospiele mit Prinzessin Peach spielen im selben Universum wie die Videospiele mit Super Mario. Neben der Mario-Serie mitsamt vielen Spielen, in denen auch Prinzessin Peach spielbar ist, wie in Super Mario Bros. 2, der Mario-Kart-Serie oder der Mario-Party-Serie, gibt es mit Princess Toadstool’s Castle Run und Princess Peach: Showtime! auch zwei Spiele, in denen Prinzessin Peach die Hauptrolle spielt, Mario selbst aber nicht auftritt. Daher sind hier nun alle Spiele mit Prinzessin Peach in der Hauptrolle aufgelistet, zusammen mit Super Princess Peach, in dem Mario als Entführungsopfer eine Nebenrolle hat, weswegen dieses Spiel in der Liste der Mario-Spiele auch schon weiter oben aufgeführt wurde.
| Nr. | Titel                                   | System              | Erstveröffentlichung | Release    | Genre            | Entwickler |
| --- | --------------------------------------- | ------------------- | -------------------- | ---------- | ---------------- | ---------- |
| 1   | Princess Toadstool’s Castle Run / Peach | Nelsonic Game Watch | 1990                 | —          | Geschicklichkeit | S.I.U.     |
| 2   | Super Princess Peach                    | Nintendo DS         | 20.10.2005           | 26.05.2006 | Jump ’n’ Run     | Tose       |
| 3   | Princess Peach: Showtime!               | Nintendo Switch     | 22.03.2024           | 22.03.2024 | Action-Adventure | Good-Feel  |

### Yoshi-Spiele
Die Videospiele mit Yoshi spielen im selben Universum wie die Videospiele mit Super Mario. In seinem ersten Auftritt in Super Mario World (1990, SNES) war Yoshi noch eine Art Power-Up, deswegen sind dieser und vergleichbare Auftritte (wie New Super Mario Bros. Wii) nicht in der nachfolgenden Liste der Yoshi-Spiele enthalten, ebenso wie Mario-Spiele, in denen Yoshi zwar spielbar, aber kein tragender Hauptcharakter ist, wie in der Mario-Kart-Serie, der Mario-Party-Serie oder Super Mario Bros. Wonder. Es gibt einige Überschneidungen wie die frühen Puzzlespiele oder die Yoshi’s Island-Serie, bei denen sowohl Mario als auch Yoshi gemeinsame Hauptrollen spielen, deswegen werden diese bei beiden Charakteren aufgelistet.
Da es aber auch eine Vielzahl von Yoshi-Spielen ohne einen Auftritt von Mario gibt, wie beispielsweise Tetris Attack, Yoshi’s Story oder Yoshi’s Woolly World, werden hier alle Videospiele aufgelistet, die zur Yoshi-Serie gehören.
| Nr. | Titel                                             | System           | Erstveröffentlichung | Release    | Genre        | Entwickler                 |
| --- | ------------------------------------------------- | ---------------- | -------------------- | ---------- | ------------ | -------------------------- |
| 1   | Mario & Yoshi / Yoshi                             | NES              | 14.12.1991           | 10.12.1992 | Puzzle       | Game Freak                 |
| 2   | Mario & Yoshi / Yoshi                             | Game Boy         | 14.12.1991           | 17.12.1992 | Puzzle       | Game Freak                 |
| 3   | Yoshi's Cookie                                    | NES, Game Boy    | 21.11.1992           | 28.04.1994 | Puzzle       | Tose                       |
| 4   | Yoshi's Cookie                                    | SNES             | 06.1993              | 1993       | Puzzle       | Bullet-Proof Software Inc. |
| 5   | Yoshi’s Safari                                    | SNES             | 14.07.1993           | 1994       | Rail Shooter | Nintendo R&D1              |
| 6   | Yoshi no Cookie: Kuruppon Oven de Cookie          | SNES             | 1994                 | —          | Puzzle       | National Human Electronics |
| 7   | Super Mario World 2: Yoshi’s Island               | SNES             | 05.08.1995           | 06.10.1995 | Jump ’n’ Run | Nintendo EAD               |
| 8   | Tetris Attack                                     | SNES             | 27.10.1995           | 28.11.1996 | Puzzle       | Intelligent Systems        |
| 9   | Tetris Attack                                     | Game Boy         | 11.08.1996           | 28.11.1996 | Puzzle       | Intelligent Systems        |
| 10  | Yoshi no Panepon BS                               | Satellaview      | 1996                 | —          | Puzzle       | Nintendo EAD, St. Giga     |
| 11  | Yoshi’s Story                                     | Nintendo 64      | 21.12.1997           | 10.05.1998 | Jump ’n’ Run | Nintendo EAD               |
| 12  | Yoshi’s Universal Gravitation / Yoshi Topsy-Turvy | Game Boy Advance | 09.12.2004           | 22.04.2005 | Jump ’n’ Run | Artoon                     |
| 13  | Yoshi Touch & Go                                  | Nintendo DS      | 27.01.2005           | 06.05.2005 | Jump ’n’ Run | Nintendo EAD               |
| 14  | Yoshi’s Island DS                                 | Nintendo DS      | 13.11.2006           | 01.12.2006 | Jump ’n’ Run | Nintendo EAD, Artoon       |
| 15  | Yoshi’s New Island                                | Nintendo 3DS     | 14.03.2014           | 14.03.2014 | Jump ’n’ Run | Arzest                     |
| 16  | Yoshi’s Woolly World                              | Wii U            | 25.06.2015           | 26.06.2015 | Jump ’n’ Run | Good-Feel                  |
| 17  | Poochy & Yoshi’s Woolly World                     | Nintendo 3DS     | 19.01.2017           | 03.02.2017 | Jump ’n’ Run | Good-Feel                  |
| 18  | Yoshi’s Crafted World                             | Nintendo Switch  | 29.03.2019           | 29.03.2019 | Jump ’n’ Run | Good-Feel                  |

### Wario-Spiele
Die Videospiele mit Wario spielen im selben Universum wie die Videospiele mit Super Mario. In seinem ersten Auftritt in Super Mario Land 2: 6 Golden Coins (1992, Game Boy) war Wario noch der Antagonist und Endgegner des Spiels, ähnlich in seinem zweiten Spiel Mario & Wario (1993, SNES), jedoch nimmt Wario in diesen Spielen tragende Nebenrollen ein, weswegen diese Überschneidungen daher bei beiden Charakteren aufgelistet werden. Zudem ist Wario in vielen Mario-Spielen wie der Mario-Kart-Serie oder der Mario-Party-Serie spielbar.
Da es aber auch eine Vielzahl von Wario-Spielen ohne einen Auftritt von Mario gibt, wie beispielsweise die komplette Wario Land-Serie (mit Ausnahme von Wario Land: Super Mario Land 3, in dem Mario nach dem Endbosskampf einen Cameo-Gastauftritt hat oder kleinere Cameo-Auftritte in der WarioWare-Serie, wenn Retrospiele mit Mario kurz sichtbar sind, die aber für Mario keine Haupt- oder Nebenrollen darstellen, weswegen sie weiter oben noch nicht aufgeführt wurden), werden hier alle Videospiele aufgelistet, die zur Wario-Serie gehören.
| Nr. | Titel                                                   | System            | Erstveröffentlichung | Release    | Genre          | Entwickler                         |
| --- | ------------------------------------------------------- | ----------------- | -------------------- | ---------- | -------------- | ---------------------------------- |
| 1   | Super Mario Land 2: 6 Golden Coins                      | Game Boy          | 21.10.1992           | 28.01.1993 | Jump ’n’ Run   | Nintendo R&D1                      |
| 2   | Mario & Wario                                           | SNES              | 27.08.1993           | —          | Puzzle         | Game Freak                         |
| 3   | Wario Land: Super Mario Land 3                          | Game Boy          | 21.01.1994           | 13.05.1994 | Jump ’n’ Run   | Nintendo R&D1                      |
| 4   | Wario's Woods                                           | NES               | 19.02.1994           | 1995       | Puzzle         | Intelligent Systems                |
| 5   | Wario Blast: Featuring Bomberman!                       | Game Boy          | 11.1994              | 29.06.1995 | Actionspiel    | Hudson Soft                        |
| 6   | Wario's Woods                                           | SNES              | 10.12.1994           | 1995       | Puzzle         | Intelligent Systems                |
| 7   | Virtual Boy Wario Land                                  | Virtual Boy       | 11.1995              | —          | Jump ’n’ Run   | Nintendo R&D1                      |
| 8   | Wario no Mori: Futatabi                                 | Satellaview       | 28.09.1997           | —          | Puzzle         | Nintendo R&D1, St. Giga            |
| 9   | Wario no Mori: Bakushō Version                          | Satellaview       | 1997                 | —          | Puzzle         | Nintendo R&D1, St. Giga            |
| 10  | Wario Land II                                           | Game Boy          | 01.03.1998           | 26.03.1998 | Jump ’n’ Run   | Nintendo R&D1                      |
| 11  | Wario Land II                                           | Game Boy Color    | 21.10.1998           | 25.02.1999 | Jump ’n’ Run   | Nintendo R&D1                      |
| 12  | Wario Land 3                                            | Game Boy Color    | 21.03.2000           | 14.04.2000 | Jump ’n’ Run   | Nintendo R&D1                      |
| 13  | Wario Land 4                                            | Game Boy Advance  | 21.08.2001           | 17.11.2001 | Jump ’n’ Run   | Nintendo R&D1                      |
| 14  | WarioWare, Inc.: Minigame Mania                         | Game Boy Advance  | 21.03.2003           | 23.05.2003 | Microgames-Mix | Nintendo R&D1                      |
| 15  | Wario World                                             | Nintendo GameCube | 20.06.2003           | 20.06.2003 | Jump ’n’ Run   | Treasure                           |
| 16  | WarioWare, Inc.: Mega Party Game$!                      | Nintendo GameCube | 17.10.2003           | 03.09.2004 | Microgames-Mix | Nintendo R&D1, Intelligent Systems |
| 17  | WarioWare: Twisted!                                     | Game Boy Advance  | 14.10.2004           | —          | Microgames-Mix | Nintendo SPD, Intelligent Systems  |
| 18  | WarioWare: Touched!                                     | Nintendo DS       | 02.12.2004           | 11.03.2005 | Microgames-Mix | Nintendo SPD, Intelligent Systems  |
| 19  | WarioWare: Smooth Moves                                 | Wii               | 02.12.2006           | 12.01.2007 | Microgames-Mix | Nintendo SPD, Intelligent Systems  |
| 20  | Wario: Master of Disguise                               | Nintendo DS       | 18.01.2007           | 01.06.2007 | Jump ’n’ Run   | Suzak                              |
| 21  | Wario Land: The Shake Dimension / Wario Land: Shake It! | Wii               | 24.07.2008           | 26.09.2008 | Jump ’n’ Run   | Good-Feel                          |
| 22  | WarioWare: Snapped! DSi                                 | Nintendo DSi      | 24.12.2008           | 03.04.2009 | Microgames-Mix | Nintendo SPD, Intelligent Systems  |
| 23  | WarioWare: D.I.Y.                                       | Nintendo DS       | 29.04.2009           | 30.04.2010 | Microgames-Mix | Nintendo SPD, Intelligent Systems  |
| 24  | Game & Wario                                            | Wii U             | 28.03.2013           | 28.06.2013 | Microgames-Mix | Nintendo SPD, Intelligent Systems  |
| 25  | WarioWare Gold                                          | Nintendo 3DS      | 27.07.2018           | 27.07.2018 | Microgames-Mix | Intelligent Systems                |
| 26  | WarioWare: Get It Together!                             | Nintendo Switch   | 10.09.2021           | 10.09.2021 | Microgames-Mix | Intelligent Systems                |
| 27  | WarioWare: Move It!                                     | Nintendo Switch   | 03.11.2023           | 03.11.2023 | Microgames-Mix | Intelligent Systems                |

### Toad-Spiele
Die Videospiele mit Toad spielen im selben Universum wie die Videospiele mit Super Mario. Neben der Mario-Serie mitsamt vielen Spielen, in denen auch Toad spielbar ist, wie in Super Mario Bros. 2, der Mario-Kart-Serie oder der Mario-Party-Serie, gibt es mit Satella-Q und Captain Toad: Treasure Tracker auch zwei Spiele, in denen Toad die Hauptrolle spielt, Mario selbst aber nicht auftritt.
| Nr. | Titel                          | System          | Erstveröffentlichung | Release    | Genre            | Entwickler             |
| --- | ------------------------------ | --------------- | -------------------- | ---------- | ---------------- | ---------------------- |
| 1   | Satella-Q / Kinopio Live       | Satellaview     | 1995                 | —          | Quiz             | Nintendo EAD, St. Giga |
| 2   | Captain Toad: Treasure Tracker | Wii U           | 13.11.2014           | 02.01.2015 | Action-Adventure | Nintendo EAD           |
| 3   | Captain Toad: Treasure Tracker | Nintendo 3DS    | 13.07.2018           | 13.07.2018 | Action-Adventure | Nintendo EAD           |
| 4   | Captain Toad: Treasure Tracker | Nintendo Switch | 13.07.2018           | 13.07.2018 | Action-Adventure | Nintendo EAD           |

## Neuveröffentlichungen auf Nintendo-Onlinediensten
Nachfolgend sind die Neuveröffentlichungen der Mariospiele auf Nintendo-Onlinediensten wie Virtual Console oder Nintendo Switch Online aufgelistet. Zur vollständigen, aber kompakteren Darstellung, sind die Spiele mit Donkey Kong, Yoshi und Wario in den Hauptrollen, unabhängig ob Mario selbst darin erscheint, ebenfalls darin aufgeführt. Von den Spielen mit Luigi, Prinzessin Peach oder Toad in den Hauptrollen wurden bisher keine Spiele in dieser Form neuveröffentlicht.

### WiiVirtual Console
Die Virtual Console auf der Wii wurde am 30. Januar 2019 eingestellt.
| Nr. | Titel                                                    | Ursprungssystem     | Erstveröffentlichung | Release    | Genre           | Entwickler                         |
| --- | -------------------------------------------------------- | ------------------- | -------------------- | ---------- | --------------- | ---------------------------------- |
| 1   | Donkey Kong                                              | NES                 | 19.11.2006           | 08.12.2006 | Jump ’n’ Run    | Nintendo R&D1                      |
| 2   | Mario Bros.                                              | NES                 | 19.11.2006           | 08.12.2006 | Jump ’n’ Run    | Nintendo R&D1                      |
| 3   | Wario's Woods                                            | NES                 | 19.11.2006           | 08.12.2006 | Puzzle          | Intelligent Systems                |
| 4   | Super Mario 64                                           | Nintendo 64         | 19.11.2006           | 08.12.2006 | Jump ’n’ Run    | Nintendo EAD                       |
| 5   | Pinball                                                  | NES                 | 19.11.2006           | 15.12.2006 | Flipperautomat  | Nintendo R&D1, HAL Laboratory      |
| 6   | Donkey Kong Jr.                                          | NES                 | 02.12.2006           | 22.12.2006 | Jump ’n’ Run    | Nintendo R&D1                      |
| 7   | Super Mario Bros.                                        | NES                 | 02.12.2006           | 05.01.2007 | Jump ’n’ Run    | Nintendo R&D4                      |
| 8   | Super Mario World                                        | SNES                | 02.12.2006           | 09.02.2007 | Jump ’n’ Run    | Nintendo EAD                       |
| 9   | Donkey Kong Country                                      | SNES                | 08.12.2006           | 08.12.2006 | Jump ’n’ Run    | Rare                               |
| 10  | Mario's Super Picross                                    | SNES                | 19.12.2006           | 14.09.2007 | Puzzle          | Ape Inc., Jupiter                  |
| 11  | Mario Kart 64                                            | Nintendo 64         | 26.01.2007           | 26.01.2007 | Rennspiel       | Nintendo EAD                       |
| 12  | Mario & Yoshi / Yoshi                                    | NES                 | 06.03.2007           | 16.05.2007 | Puzzle          | Game Freak                         |
| 13  | Donkey Kong Jr. Math                                     | NES                 | 27.03.2007           | 20.04.2007 | Edutainment     | Nintendo R&D2                      |
| 14  | Punch-Out!!                                              | NES                 | 30.03.2007           | 30.03.2007 | Sportsimulation | Nintendo R&D3                      |
| 15  | Super Mario Bros.: The Lost Levels / Super Mario Bros. 2 | Famicom Disk System | 01.05.2007           | 14.05.2007 | Jump ’n’ Run    | Nintendo R&D4                      |
| 16  | NES Open Tournament Golf                                 | NES                 | 11.05.2007           | 11.05.2007 | Sportsimulation | Nintendo R&D2, HAL Laboratory      |
| 17  | Donkey Kong Country 2: Diddy’s Kong Quest                | SNES                | 16.05.2007           | 16.05.2007 | Jump ’n’ Run    | Rare                               |
| 18  | Super Mario Bros. 2                                      | NES                 | 25.05.2007           | 25.05.2007 | Jump ’n’ Run    | Nintendo R&D4                      |
| 19  | Paper Mario                                              | Nintendo 64         | 10.07.2007           | 13.07.2007 | RPG             | Intelligent Systems                |
| 20  | Wrecking Crew                                            | NES                 | 24.08.2007           | 24.08.2007 | Actionspiel     | Nintendo R&D1                      |
| 21  | Yoshi’s Story                                            | Nintendo 64         | 26.10.2007           | 26.10.2007 | Jump ’n’ Run    | Nintendo EAD                       |
| 22  | Super Mario Bros. 3                                      | NES                 | 05.11.2007           | 09.11.2007 | Jump ’n’ Run    | Nintendo R&D4                      |
| 23  | Donkey Kong Country 3: Dixie Kong’s Double Trouble!      | SNES                | 24.12.2007           | 25.12.2007 | Jump ’n’ Run    | Rare                               |
| 24  | Yoshi's Cookie                                           | NES                 | 04.04.2008           | 04.04.2008 | Puzzle          | Tose                               |
| 25  | Super Mario RPG: Legend of the Seven Stars               | SNES                | 24.06.2008           | 22.08.2008 | RPG             | Square                             |
| 26  | Donkey Kong 3                                            | NES                 | 14.07.2008           | 09.01.2009 | Shoot ’em up    | Nintendo R&D1, Intelligent Systems |
| 27  | Mario Golf                                               | Nintendo 64         | 30.09.2008           | 23.01.2009 | Sportsimulation | Camelot                            |
| 28  | Super Smash Bros.                                        | Nintendo 64         | 20.01.2009           | 12.06.2009 | Kampfspiel      | HAL Laboratory                     |
| 29  | Super Mario Kart                                         | SNES                | 09.06.2009           | 02.04.2010 | Rennspiel       | Nintendo EAD                       |
| 30  | Mario Tennis                                             | Nintendo 64         | 18.06.2010           | 18.06.2010 | Sportsimulation | Camelot                            |
| 31  | Mario Party 2                                            | Nintendo 64         | 02.11.2010           | 24.12.2010 | Partyspiel      | Hudson Soft                        |

### Nintendo 3DSVirtual Console
Die Virtual Console auf dem Nintendo 3DS wurde am 27. März 2023 eingestellt.
| Nr. | Titel                                                       | Ursprungssystem     | Erstveröffentlichung | Release    | Genre               | Entwickler                         |
| --- | ----------------------------------------------------------- | ------------------- | -------------------- | ---------- | ------------------- | ---------------------------------- |
| 1   | Super Mario Land                                            | Game Boy            | 06.06.2011           | 07.06.2011 | Jump ’n’ Run        | Nintendo R&D1                      |
| 2   | Alleyway                                                    | Game Boy            | 06.06.2011           | 07.06.2011 | Geschicklichkeit    | Nintendo R&D1, Intelligent Systems |
| 3   | Tennis                                                      | Game Boy            | 07.06.2011           | 07.06.2011 | Sportsimulation     | Nintendo R&D1, Intelligent Systems |
| 4   | Baseball                                                    | Game Boy            | 07.06.2011           | 28.07.2011 | Sportsimulation     | Nintendo R&D1, Intelligent Systems |
| 5   | Donkey Kong                                                 | Game Boy            | 15.06.2011           | 16.06.2011 | Puzzle-Jump ’n’ Run | Nintendo EAD, Pax Softnica         |
| 6   | Game & Watch Gallery                                        | Game Boy            | 22.06.2011           | 21.07.2011 | Collection          | Nintendo R&D1, Tose                |
| 7   | Golf                                                        | Game Boy            | 22.06.2011           | 13.10.2011 | Sportsimulation     | Nintendo R&D2, HAL Laboratory      |
| 8   | Mario’s Picross                                             | Game Boy            | 14.07.2011           | 14.07.2011 | Puzzle              | Ape Inc., Jupiter                  |
| 9   | Dr. Mario                                                   | Game Boy            | 27.07.2011           | 22.03.2012 | Puzzle              | Nintendo R&D1                      |
| 10  | Super Mario Land 2: 6 Golden Coins                          | Game Boy            | 29.09.2011           | 29.09.2011 | Jump ’n’ Run        | Nintendo R&D1                      |
| 11  | Wario Land: Super Mario Land 3                              | Game Boy            | 14.12.2011           | 16.02.2012 | Jump ’n’ Run        | Nintendo R&D1                      |
| 12  | Super Mario Bros.                                           | NES                 | 05.01.2012           | 01.03.2012 | Jump ’n’ Run        | Nintendo R&D4                      |
| 13  | Punch-Out!!                                                 | NES                 | 01.02.2012           | 01.03.2012 | Sportsimulation     | Nintendo R&D3                      |
| 14  | Wrecking Crew                                               | NES                 | 19.02.2012           | 09.05.2013 | Actionspiel         | Nintendo R&D1                      |
| 15  | Game & Watch Gallery 2                                      | Game Boy            | 21.03.2012           | —          | Collection          | Nintendo R&D1, Tose                |
| 16  | Wario Land II                                               | Game Boy Color      | 04.04.2012           | 19.07.2012 | Jump ’n’ Run        | Nintendo R&D1                      |
| 17  | Donkey Kong Jr.                                             | NES                 | 18.04.2012           | 23.08.2012 | Jump ’n’ Run        | Nintendo R&D1                      |
| 18  | Wario Land 3                                                | Game Boy Color      | 02.05.2012           | 06.12.2012 | Jump ’n’ Run        | Nintendo R&D1                      |
| 19  | Game & Watch Gallery 2                                      | Game Boy Color      | 03.05.2012           | 03.05.2012 | Collection          | Nintendo R&D1, Tose                |
| 20  | NES Open Tournament Golf                                    | NES                 | 05.07.2012           | 23.08.2012 | Sportsimulation     | Nintendo R&D2, HAL Laboratory      |
| 21  | Super Mario Bros.: The Lost Levels / Super Mario Bros. 2    | Famicom Disk System | 25.07.2012           | 27.12.2012 | Jump ’n’ Run        | Nintendo R&D4                      |
| 22  | Mario & Yoshi / Yoshi                                       | NES                 | 22.08.2012           | 02.05.2013 | Puzzle              | Game Freak                         |
| 23  | Mario Golf                                                  | Game Boy Color      | 03.10.2012           | 29.05.2014 | Sportsimulation     | Camelot                            |
| 24  | Donkey Kong                                                 | NES                 | 17.10.2012           | 21.11.2013 | Jump ’n’ Run        | Nintendo R&D1                      |
| 25  | Super Mario Bros. 2                                         | NES                 | 28.11.2012           | 07.08.2013 | Jump ’n’ Run        | Nintendo R&D4                      |
| 26  | Super Mario Bros. 3                                         | NES                 | 01.01.2013           | 26.12.2013 | Jump ’n’ Run        | Nintendo R&D4                      |
| 27  | Donkey Kong 3                                               | NES                 | 27.03.2013           | 12.12.2013 | Shoot ’em up        | Nintendo R&D1, Intelligent Systems |
| 28  | Mario Bros.                                                 | NES                 | 08.05.2013           | 09.09.2014 | Jump ’n’ Run        | Nintendo R&D1                      |
| 29  | Wario's Woods                                               | NES                 | 29.05.2013           | 24.10.2014 | Puzzle              | Intelligent Systems                |
| 30  | Mario Tennis                                                | Game Boy Color      | 26.06.2013           | 02.01.2014 | Sportsimulation     | Camelot                            |
| 31  | Tetris Attack                                               | Game Boy            | 11.12.2013           | —          | Puzzle              | Intelligent Systems                |
| 32  | Super Mario Bros. Deluxe                                    | Game Boy Color      | 27.02.2014           | 27.02.2014 | Jump ’n’ Run        | Nintendo EAD, Nintendo R&D2        |
| 33  | Donkey Kong Land                                            | Game Boy            | 02.04.2014           | 16.10.2014 | Jump ’n’ Run        | Rare                               |
| 34  | Donkey Kong Land 2                                          | Game Boy            | 16.04.2014           | 23.10.2014 | Jump ’n’ Run        | Rare                               |
| 35  | Donkey Kong GB: Dinky Kong & Dixie Kong                     | Game Boy Color      | 07.05.2014           | —          | Jump ’n’ Run        | Rare                               |
| 36  | Game & Watch Gallery 3                                      | Game Boy Color      | 25.09.2014           | 25.09.2014 | Collection          | Nintendo R&D1, Tose                |
| 37  | Donkey Kong Land III                                        | Game Boy            | 30.10.2014           | 30.10.2014 | Jump ’n’ Run        | Rare                               |
| 38  | Super Mario World New 3DS                                   | SNES                | 03.03.2016           | 03.03.2016 | Jump ’n’ Run        | Nintendo EAD                       |
| 39  | Donkey Kong Country New 3DS                                 | SNES                | 04.03.2016           | 24.03.2016 | Jump ’n’ Run        | Rare                               |
| 40  | Super Mario Kart New 3DS                                    | SNES                | 17.03.2016           | 17.03.2016 | Rennspiel           | Nintendo EAD                       |
| 41  | Donkey Kong Country 2: Diddy’s Kong Quest New 3DS           | SNES                | 24.03.2016           | 24.03.2016 | Jump ’n’ Run        | Rare                               |
| 42  | Donkey Kong Country 3: Dixie Kong’s Double Trouble! New 3DS | SNES                | 09.05.2016           | 02.06.2016 | Jump ’n’ Run        | Rare                               |
| 43  | Mario's Super Picross New 3DS                               | SNES                | 03.11.2016           | 03.11.2016 | Puzzle              | Ape Inc., Jupiter                  |

### Wii UVirtual Console
Die Virtual Console auf der Wii U wurde am 27. März 2023 eingestellt.
| Nr. | Titel                                                    | Ursprungssystem     | Erstveröffentlichung | Release     | Genre               | Entwickler                         |
| --- | -------------------------------------------------------- | ------------------- | -------------------- | ----------- | ------------------- | ---------------------------------- |
| 1   | Super Mario Bros.: The Lost Levels / Super Mario Bros. 2 | Famicom Disk System | 23.01.2013           | 23.01.2013  | Jump ’n’ Run        | Nintendo R&D4                      |
| 2   | Punch-Out!!                                              | NES                 | 21.03.2013           | 21.03.2013  | Sportsimulation     | Nintendo R&D3                      |
| 3   | Donkey Kong Jr.                                          | NES                 | 26.04.2013           | 27.04.2013  | Jump ’n’ Run        | Nintendo R&D1                      |
| 4   | Super Mario World                                        | SNES                | 26.04.2013           | 27.04.2013  | Jump ’n’ Run        | Nintendo EAD                       |
| 5   | Mario's Super Picross                                    | SNES                | 27.04.2013           | 27.05.2013  | Puzzle              | Ape Inc., Jupiter                  |
| 6   | Super Mario Bros. 2                                      | NES                 | 16.05.2013           | 16.05.2013  | Jump ’n’ Run        | Nintendo R&D4                      |
| 7   | Mario Bros.                                              | NES                 | 29.05.2013           | 20.06.2013  | Jump ’n’ Run        | Nintendo R&D1                      |
| 8   | Super Mario Bros.                                        | NES                 | 05.06.2013           | 12.09.2013  | Jump ’n’ Run        | Nintendo R&D4                      |
| 9   | Mario & Yoshi / Yoshi                                    | NES                 | 12.06.2013           | 13.06.2013  | Puzzle              | Game Freak                         |
| 10  | Wrecking Crew                                            | NES                 | 19.06.2013           | 20.06.2013  | Actionspiel         | Nintendo R&D1                      |
| 11  | Super Mario Kart                                         | SNES                | 19.06.2013           | 27.03.2014  | Rennspiel           | Nintendo EAD                       |
| 12  | Donkey Kong                                              | NES                 | 15.07.2013           | 15.07.2013  | Jump ’n’ Run        | Nintendo R&D1                      |
| 13  | Donkey Kong 3                                            | NES                 | 26.09.2013           | 12.12.2013  | Shoot ’em up        | Nintendo R&D1, Intelligent Systems |
| 14  | Golf                                                     | NES                 | 10.10.2013           | 10.10.2013  | Sportsimulation     | Nintendo R&D2, HAL Laboratory      |
| 15  | Tennis                                                   | NES                 | 10.10.2013           | 10.10.2013  | Sportsimulation     | Nintendo R&D1, Intelligent Systems |
| 16  | Pinball                                                  | NES                 | 23.10.2013           | 24.10.2013  | Flipperautomat      | Nintendo R&D1, HAL Laboratory      |
| 17  | Wario's Woods                                            | NES                 | 07.11.2013           | 27.02.2014  | Puzzle              | Intelligent Systems                |
| 18  | Super Mario Bros. 3                                      | NES                 | 25.12.2013           | 26.12.2013  | Jump ’n’ Run        | Nintendo R&D4                      |
| 19  | NES Open Tournament Golf                                 | NES                 | 15.01.2014           | 06.02.20214 | Sportsimulation     | Nintendo R&D2, HAL Laboratory      |
| 20  | Dr. Mario                                                | NES                 | 13.02.2014           | 13.02.2014  | Puzzle              | Nintendo R&D1                      |
| 21  | Mario & Luigi: Superstar Saga                            | Game Boy Advance    | 03.04.2014           | 03.04.2014  | RPG                 | AlphaDream, Vanpool                |
| 22  | WarioWare, Inc.: Minigame Mania                          | Game Boy Advance    | 03.04.2014           | 05.06.2014  | Microgames-Mix      | Nintendo R&D1                      |
| 23  | Super Mario World: Super Mario Advance 2                 | Game Boy Advance    | 03.04.2014           | 10.03.2016  | Jump ’n’ Run        | Nintendo EAD                       |
| 24  | Yoshi’s Island: Super Mario Advance 3                    | Game Boy Advance    | 24.04.2014           | 24.04.2014  | Jump ’n’ Run        | Nintendo EAD                       |
| 25  | Wario Land 4                                             | Game Boy Advance    | 30.04.2014           | 05.06.2014  | Jump ’n’ Run        | Nintendo R&D1                      |
| 26  | Mario Power Tennis / Mario Tennis: Power Tour            | Game Boy Advance    | 30.04.2014           | 26.06.2014  | Sportsimulation     | Camelot                            |
| 27  | Super Mario Advance                                      | Game Boy Advance    | 16.07.2014           | 10.03.2016  | Jump ’n’ Run        | Nintendo R&D2                      |
| 28  | Mario vs. Donkey Kong                                    | Game Boy Advance    | 23.07.2014           | 17.09.2015  | Puzzle-Jump ’n’ Run | Nintendo Software Technology       |
| 29  | Mario Golf: Advance Tour                                 | Game Boy Advance    | 28.08.2014           | 28.08.2014  | Sportsimulation     | Camelot                            |
| 30  | Donkey Kong Jr. Math                                     | NES                 | 28.08.2014           | 22.01.2015  | Edutainment         | Nintendo R&D2                      |
| 31  | Super Mario Ball / Mario Pinball Land                    | Game Boy Advance    | 11.09.2014           | 11.09.2014  | Flipperautomat      | Fuse Games                         |
| 32  | Donkey Kong Country                                      | SNES                | 16.10.2014           | 16.10.2014  | Jump ’n’ Run        | Rare                               |
| 33  | Donkey Kong Country 2: Diddy’s Kong Quest                | SNES                | 23.10.2014           | 23.10.2014  | Jump ’n’ Run        | Rare                               |
| 34  | Donkey Kong Country 3: Dixie Kong’s Double Trouble!      | SNES                | 30.10.2014           | 30.10.2014  | Jump ’n’ Run        | Rare                               |
| 35  | Mario Kart: Super Circuit                                | Game Boy Advance    | 13.11.2014           | 23.04.2015  | Rennspiel           | Intelligent Systems                |
| 36  | Donkey Kong: King of Swing                               | Game Boy Advance    | 19.11.2014           | 22.01.2015  | Puzzle              | Paon                               |
| 37  | Mario Party Advance                                      | Game Boy Advance    | 25.12.2014           | 25.12.2014  | Partyspiel          | Hudson Soft                        |
| 38  | Super Mario 64                                           | Nintendo 64         | 01.04.2015           | 01.04.2015  | Jump ’n’ Run        | Nintendo EAD                       |
| 39  | Donkey Kong 64                                           | Nintendo 64         | 02.04.2015           | 02.04.2015  | Jump ’n’ Run        | Rare                               |
| 40  | Mario Kart DS                                            | Nintendo DS         | 02.04.2015           | 02.04.2015  | Rennspiel           | Nintendo EAD                       |
| 41  | WarioWare: Touched!                                      | Nintendo DS         | 02.04.2015           | 02.04.2015  | Microgames-Mix      | Nintendo SPD, Intelligent Systems  |
| 42  | New Super Mario Bros.                                    | Nintendo DS         | 02.04.2015           | 17.12.2015  | Jump ’n’ Run        | Nintendo EAD, Nintendo SRD         |
| 43  | Yoshi Touch & Go                                         | Nintendo DS         | 09.04.2015           | 23.07.2015  | Jump ’n’ Run        | Nintendo EAD                       |
| 44  | Paper Mario                                              | Nintendo 64         | 30.04.2015           | 21.05.2015  | RPG                 | Intelligent Systems                |
| 45  | Yoshi’s Island DS                                        | Nintendo DS         | 07.05.2015           | 07.05.2015  | Jump ’n’ Run        | Nintendo EAD, Artoon               |
| 46  | Mario & Luigi: Zusammen durch die Zeit                   | Nintendo DS         | 10.06.2015           | 16.07.2015  | RPG                 | AlphaDream                         |
| 47  | Donkey Kong: Jungle Climber                              | Nintendo DS         | 08.07.2015           | 06.08.2015  | Geschicklichkeit    | Paon                               |
| 48  | Super Mario RPG: Legend of the Seven Stars               | SNES                | 05.08.2015           | 24.12.2015  | RPG                 | Square                             |
| 49  | Wario: Master of Disguise                                | Nintendo DS         | 20.08.2015           | 20.08.2015  | Jump ’n’ Run        | Suzak                              |
| 50  | Mario Golf                                               | Nintendo 64         | 02.09.2015           | 08.10.2015  | Sportsimulation     | Camelot                            |
| 51  | Mario vs. Donkey Kong 2: Marsch der Mini-Marios          | Nintendo DS         | 17.09.2015           | 17.09.2015  | Puzzle-Jump ’n’ Run | Nintendo Software Technology       |
| 52  | Game & Watch Gallery Advance / Game & Watch Gallery 4    | Game Boy Advance    | 12.12.2015           | 12.12.2015  | Collection          | Tose                               |
| 53  | Mario Tennis                                             | Nintendo 64         | 17.12.2015           | 17.12.2015  | Sportsimulation     | Camelot                            |
| 54  | Super Mario 64 DS                                        | Nintendo DS         | 24.12.2015           | 24.12.2015  | Jump ’n’ Run        | Nintendo EAD                       |
| 55  | Super Mario Advance 4: Super Mario Bros. 3               | Game Boy Advance    | 29.12.2015           | 10.03.2016  | Jump ’n’ Run        | Nintendo EAD                       |
| 56  | Mario Kart 64                                            | Nintendo 64         | 06.01.2016           | 21.01.2016  | Rennspiel           | Nintendo EAD                       |
| 57  | Yoshi’s Story                                            | Nintendo 64         | 17.02.2016           | 14.04.2016  | Jump ’n’ Run        | Nintendo EAD                       |
| 58  | Mario Party 2                                            | Nintendo 64         | 30.03.2016           | 21.04.2016  | Partyspiel          | Hudson Soft                        |
| 59  | Mario Party DS                                           | Nintendo DS         | 21.04.2016           | 21.04.2016  | Partyspiel          | Hudson Soft                        |
| 60  | Mario Slam Basketball / Mario Hoops 3-on-3               | Nintendo DS         | 11.05.2016           | 26.05.2016  | Sportsimulation     | Square Enix                        |
| 61  | Wrecking Crew '98                                        | SNES                | 28.09.2016           | —           | Actionspiel         | Nintendo R&D1, Pax Softnica        |

### Nintendo Switch Online/ Nintendo Classics
Der 2018 eingeführte Service Nintendo Switch Online wurde 2025 parallel mit dem Launch der Nintendo Switch 2 in Nintendo Classics umbenannt. Die aufgelisteten Spiele, welche ursprünglich für das NES, SNES und Famicom Disk System erschienen, sind mit einer regulären Nintendo Switch Online-Mitgliedschaft spielbar. Für die Spiele, welche ursprüngliche für das Nintendo 64, Game Boy Advance und Nintendo GameCube erschienen, ist hingegen das Nintendo-Switch-Online-Erweiterungspaket nötig. Alle Spiele sind auf Nintendo Switch und auf Nintendo Switch 2 spielbar, mit Ausnahme der GameCube-Spiele, da diese nur auf der Nintendo Switch 2 zur Verfügung stehen.
| Nr. | Titel                                                    | Ursprungssystem     | Release    | Genre               | Entwickler                         |
| --- | -------------------------------------------------------- | ------------------- | ---------- | ------------------- | ---------------------------------- |
| 1   | Donkey Kong                                              | NES                 | 19.09.2018 | Jump ’n’ Run        | Nintendo R&D1                      |
| 2   | Tennis                                                   | NES                 | 19.09.2018 | Sportsimulation     | Nintendo R&D1, Intelligent Systems |
| 3   | Mario Bros.                                              | NES                 | 19.09.2018 | Jump ’n’ Run        | Nintendo R&D1                      |
| 4   | Super Mario Bros.                                        | NES                 | 19.09.2018 | Jump ’n’ Run        | Nintendo R&D4                      |
| 5   | Super Mario Bros. 3                                      | NES                 | 19.09.2018 | Jump ’n’ Run        | Nintendo R&D4                      |
| 6   | Dr. Mario                                                | NES                 | 19.09.2018 | Puzzle              | Nintendo R&D1                      |
| 7   | Mario & Yoshi / Yoshi                                    | NES                 | 10.09.2018 | Puzzle              | Game Freak                         |
| 8   | NES Open Tournament Golf                                 | NES                 | 10.10.2018 | Sportsimulation     | Nintendo R&D2, HAL Laboratory      |
| 9   | Wario's Woods                                            | NES                 | 12.12.2018 | Puzzle              | Intelligent Systems                |
| 10  | Super Mario Bros. 2                                      | NES                 | 13.02.2019 | Jump ’n’ Run        | Nintendo R&D4                      |
| 11  | Super Mario Bros.: The Lost Levels / Super Mario Bros. 2 | Famicom Disk System | 10.04.2019 | Jump ’n’ Run        | Nintendo R&D4                      |
| 12  | Punch-Out!!                                              | NES                 | 10.04.2019 | Sportsimulation     | Nintendo R&D3                      |
| 13  | Donkey Kong Jr.                                          | NES                 | 15.05.2019 | Jump ’n’ Run        | Nintendo R&D1                      |
| 14  | Wrecking Crew                                            | NES                 | 17.07.2019 | Actionspiel         | Nintendo R&D1                      |
| 15  | Donkey Kong 3                                            | NES                 | 17.07.2019 | Shoot ’em up        | Nintendo R&D1, Intelligent Systems |
| 16  | Super Mario World                                        | SNES                | 06.09.2019 | Jump ’n’ Run        | Nintendo EAD                       |
| 17  | Super Mario World 2: Yoshi’s Island                      | SNES                | 06.09.2019 | Jump ’n’ Run        | Nintendo EAD                       |
| 18  | Super Mario Kart                                         | SNES                | 06.09.2019 | Rennspiel           | Nintendo EAD                       |
| 19  | Donkey Kong Country                                      | SNES                | 15.07.2020 | Jump ’n’ Run        | Rare                               |
| 20  | Super Mario All-Stars                                    | SNES                | 03.09.2020 | Collection          | Nintendo EAD                       |
| 21  | Donkey Kong Country 2: Diddy’s Kong Quest                | SNES                | 23.09.2020 | Jump ’n’ Run        | Rare                               |
| 22  | Donkey Kong Country 3: Dixie Kong’s Double Trouble!      | SNES                | 18.12.2020 | Jump ’n’ Run        | Rare                               |
| 23  | Mario's Super Picross                                    | SNES                | 17.02.2021 | Puzzle              | Ape Inc., Jupiter                  |
| 24  | Super Mario 64                                           | Nintendo 64         | 26.10.2021 | Jump ’n’ Run        | Nintendo EAD                       |
| 25  | Mario Kart 64                                            | Nintendo 64         | 26.10.2021 | Rennspiel           | Nintendo EAD                       |
| 26  | Mario Tennis                                             | Nintendo 64         | 26.10.2021 | Sportsimulation     | Camelot                            |
| 27  | Dr. Mario 64                                             | Nintendo 64         | 26.10.2021 | Puzzle              | Nintendo R&D1                      |
| 28  | Yoshi’s Story                                            | Nintendo 64         | 26.10.2021 | Jump ’n’ Run        | Nintendo EAD                       |
| 29  | Paper Mario                                              | Nintendo 64         | 10.12.2021 | RPG                 | Intelligent Systems                |
| 30  | Mario Golf                                               | Nintendo 64         | 15.04.2022 | Sportsimulation     | Camelot                            |
| 31  | Pinball                                                  | NES                 | 27.05.2022 | Flipperautomat      | Nintendo R&D1, HAL Laboratory      |
| 32  | Mario Party                                              | Nintendo 64         | 02.11.2022 | Partyspiel          | Hudson Soft                        |
| 33  | Mario Party 2                                            | Nintendo 64         | 02.11.2022 | Partyspiel          | Hudson Soft                        |
| 34  | Super Mario Land 2: 6 Golden Coins                       | Game Boy            | 08.02.2023 | Jump ’n’ Run        | Nintendo R&D1                      |
| 35  | Game & Watch Gallery 3                                   | Game Boy            | 08.02.2023 | Collection          | Nintendo R&D1, Tose                |
| 36  | Wario Land 3                                             | Game Boy Color      | 08.02.2023 | Jump ’n’ Run        | Nintendo R&D1                      |
| 37  | Super Mario Advance 4: Super Mario Bros. 3               | Game Boy Advance    | 08.02.2023 | Jump ’n’ Run        | Nintendo EAD                       |
| 38  | Mario Kart: Super Circuit                                | Game Boy Advance    | 08.02.2023 | Rennspiel           | Intelligent Systems                |
| 39  | Mario & Luigi: Superstar Saga                            | Game Boy Advance    | 08.02.2023 | RPG                 | AlphaDream, Vanpool                |
| 40  | WarioWare, Inc.: Minigame Mania                          | Game Boy Advance    | 08.02.2023 | Microgames-Mix      | Nintendo R&D1                      |
| 41  | Super Mario Advance                                      | Game Boy Advance    | 26.05.2023 | Jump ’n’ Run        | Nintendo R&D2                      |
| 42  | Super Mario World: Super Mario Advance 2                 | Game Boy Advance    | 26.05.2023 | Jump ’n’ Run        | Nintendo EAD                       |
| 43  | Yoshi’s Island: Super Mario Advance 3                    | Game Boy Advance    | 26.05.2023 | Jump ’n’ Run        | Nintendo EAD                       |
| 44  | Mario Party 3                                            | Nintendo 64         | 27.10.2023 | Partyspiel          | Hudson Soft                        |
| 45  | Dr. Mario                                                | Game Boy            | 12.03.2024 | Puzzle              | Nintendo R&D1                      |
| 46  | Mario Golf                                               | Game Boy Color      | 12.03.2024 | Sportsimulation     | Camelot                            |
| 47  | Mario Tennis                                             | Game Boy Color      | 12.03.2024 | Sportsimulation     | Camelot                            |
| 48  | Wrecking Crew '98                                        | SNES                | 12.04.2024 | Actionspiel         | Nintendo R&D1, Pax Softnica        |
| 49  | Super Mario Land                                         | Game Boy            | 15.05.2024 | Jump ’n’ Run        | Nintendo R&D1                      |
| 50  | Alleyway                                                 | Game Boy            | 15.05.2024 | Geschicklichkeit    | Nintendo R&D1, Intelligent Systems |
| 51  | Baseball                                                 | Game Boy            | 15.05.2024 | Sportsimulation     | Nintendo R&D1, Intelligent Systems |
| 52  | Golf                                                     | NES                 | 04.07.2024 | Sportsimulation     | Nintendo R&D2, HAL Laboratory      |
| 53  | Donkey Kong Jr. Math                                     | NES                 | 04.07.2024 | Edutainment         | Nintendo R&D2                      |
| 54  | Donkey Kong Land                                         | Game Boy            | 22.11.2024 | Jump ’n’ Run        | Rare                               |
| 55  | Donkey Kong Land 2                                       | Game Boy            | 26.11.2024 | Jump ’n’ Run        | Rare                               |
| 56  | Donkey Kong Land III                                     | Game Boy            | 04.12.2024 | Jump ’n’ Run        | Rare                               |
| 57  | Donkey Kong GB: Dinky Kong & Dixie Kong                  | Game Boy            | 04.12.2024 | Jump ’n’ Run        | Rare                               |
| 58  | Wario Land 4                                             | Game Boy Advance    | 14.02.2025 | Jump ’n’ Run        | Nintendo R&D1                      |
| 59  | Donkey Kong                                              | Game Boy            | 07.03.2025 | Puzzle-Jump ’n’ Run | Nintendo EAD, Pax Softnica         |
| 60  | Mario’s Picross                                          | Game Boy            | 07.03.2025 | Puzzle              | Ape Inc., Jupiter                  |
| 61  | Mario Smash Football / Super Mario Strikers              | Nintendo GameCube   | 03.07.2025 | Fußballsimulation   | Next Level Games                   |
| 62  | Mario Paint                                              | SNES                | 28.07.2025 | Game Art            | Nintendo R&D1, Intelligent Systems |

## Cameos
Nachfolgend aufgeführt sind weitere Videospiele, in denen Mario als Cameoauftritt bzw. Gastauftritt zu sehen ist. Es muss sich dabei eindeutig um die Spielfigur Mario oder mindestens seiner Kleidung handeln. Reine Ähnlichkeiten, wie beispielsweise der in diesem Zusammenhang oft genannte Charakter Tarin in The Legend of Zelda: Link’s Awakening zählen nicht, da es sich letztlich dabei nicht um Mario selbst handelt.
| Nr. | Titel                                                              | System              | Erstveröffentlichung | Release    | Art des Cameoauftritts                  | Genre               | Entwickler                               |
| --- | ------------------------------------------------------------------ | ------------------- | -------------------- | ---------- | --------------------------------------- | ------------------- | ---------------------------------------- |
| 1   | Famicom Grand Prix: F1 Race                                        | Famicom Disk System | 30.10.1987           | —          | Artwork auf dem Spielecover             | Rennspiel           | Nintendo R&D4                            |
| 2   | Famicom Grand Prix II: 3D Hot Rally                                | Famicom Disk System | 14.04.1988           | —          | Artwork auf dem Spielecover             | Rennspiel           | Nintendo R&D4, HAL Laboratory            |
| 3   | Tetris                                                             | Game Boy            | 14.06.1989           | 28.09.1990 | Wird im Mehrspielermodus angezeigt      | Puzzle              | Nintendo R&D1                            |
| 4   | Tetris                                                             | NES                 | 11.1989              | 23.02.1990 | Geheime Zwischensequenz im B-Modus      | Puzzle              | Nintendo R&D1                            |
| 5   | Qix                                                                | Game Boy            | 13.04.1990           | 28.09.1990 | Mehrere geheime Zwischensequenzen       | Puzzle              | Minakuchi Engineering                    |
| 6   | F1 Race                                                            | Game Boy            | 09.11.1990           | 10.10.1991 | Bei Siegerehrung zuwinkend              | Rennspiel           | Nintendo R&D1                            |
| 7   | SimCity                                                            | SNES                | 26.04.1991           | 24.09.1992 | Mario als Statue + Bowser als Gegner    | Aufbauspiel         | Nintendo EAD, Intelligent Systems, Maxis |
| 8   | The Adventures of Quik & Silva                                     | Atari ST, Amiga     | 10.05.1991           | 10.05.1991 | Als Gegner                              | Jump ’n’ Run        | Kaiko                                    |
| 9   | The Legend of Zelda: A Link to the Past                            | SNES                | 21.11.1991           | 24.09.1992 | Auf einem Gemälde in Kakariko           | Action-Adventure    | Nintendo EAD                             |
| 10  | Super Scope 6                                                      | SNES                | 02.1992              | 27.08.1993 | In einem Flugzeug fliegend              | Shooter             | Nintendo R&D1, Intelligent Systems       |
| 11  | Super Play Action Football                                         | SNES                | 08.1992              | —          | Bei Münzwurf auf der Münze              | Sportsimulation     | Tose                                     |
| 12  | Wario Land: Super Mario Land 3                                     | Game Boy            | 21.01.1994           | 13.05.1994 | In Zwischensequenz nach dem Endboss     | Jump ’n’ Run        | Nintendo R&D1                            |
| 13  | Stunt Race FX                                                      | SNES                | 04.06.1994           | 27.10.1994 | Auf Werbeschildern am Streckenrand      | Rennspiel           | Nintendo EAD, Argonaut Software          |
| 14  | Donkey Kong Country 2: Diddy’s Kong Quest                          | SNES                | 21.11.1995           | 14.12.1995 | Auf Siegertreppe nach Endbosskampf      | Jump ’n’ Run        | Rare                                     |
| 15  | Kirby’s Fun Pak / Kirby Super Star                                 | SNES                | 21.03.1996           | 23.01.1997 | Im Publikum als Zuschauer + Goldstatue  | Jump ’n’ Run        | HAL Laboratory                           |
| 16  | Pilotwings 64                                                      | Nintendo 64         | 23.06.1996           | 01.03.1997 | Als Teil des Mount Rushmore Memorial    | Flugsimulation      | Nintendo EAD, Nintendo R&D3, Paradigm    |
| 17  | Donkey Kong Land 2                                                 | Game Boy            | 23.09.1996           | 28.11.1996 | Auf Siegertreppe nach Endbosskampf      | Jump ’n’ Run        | Rare                                     |
| 18  | The Legend of Zelda: Ocarina of Time                               | Nintendo 64         | 21.11.1998           | 11.12.1998 | Auf einem Gemälde im Schloss Hyrule     | Action-Adventure    | Nintendo EAD, Nintendo SRD               |
| 19  | Donkey Kong 64                                                     | Nintendo 64         | 24.11.1999           | 06.12.1999 | Im Donkey-Kong-Arcadespiel              | Jump ’n’ Run        | Rare                                     |
| 20  | The Legend of Zelda: Majora’s Mask                                 | Nintendo 64         | 27.04.2000           | 16.11.2000 | Als Maske im Besitz des Maskenhändlers  | Action-Adventure    | Nintendo EAD, Nintendo SRD               |
| 21  | Animal Crossing / Doubutsu No Mori                                 | Nintendo 64         | 14.04.2001           | —          | Spielbare NES-Mariospiele               | Lebenssimulation    | Nintendo EAD                             |
| 22  | Animal Crossing                                                    | Nintendo GameCube   | 15.12.2001           | 24.09.2004 | Spielbare NES-Mariospiele               | Lebenssimulation    | Nintendo EAD                             |
| 23  | The Legend of Zelda: A Link to the Past & Four Swords              | Game Boy Advance    | 02.12.2002           | 28.03.2003 | Auf einem Gemälde in Kakariko           | Action-Adventure    | Nintendo EAD, Capcom                     |
| 24  | The Legend of Zelda: Collector's Edition                           | Nintendo GameCube   | 07.11.2003           | 17.11.2003 | Gemälde + Maske                         | Collection          | Nintendo EAD                             |
| 25  | 1080° Avalanche                                                    | Nintendo GameCube   | 28.11.2003           | 28.11.2003 | Riesige Eisstatue + Pixel-Mario         | Sportsimulation     | Nintendo Software Technology             |
| 26  | Metal Gear Solid: The Twin Snakes                                  | Nintendo GameCube   | 09.03.2004           | 26.03.2004 | Mario- und Yoshi-Statuen                | Stealth             | Konami, Silicon Knights                  |
| 27  | Donkey Kong Country 2                                              | Game Boy Advance    | 25.06.2004           | 25.06.2004 | Auf Siegertreppe nach Endbosskampf      | Jump ’n’ Run        | Rare                                     |
| 28  | Ridge Racer DS                                                     | Nintendo DS         | 07.12.2004           | 03.06.2005 | Motiv auf einem fahrbaren Auto          | Rennspiel           | Nintendo Software Technology             |
| 29  | NBA Street V3                                                      | Nintendo GameCube   | 08.02.2005           | 18.02.2005 | Spielbarer Charakter                    | Sportsimulation     | EA Canada                                |
| 30  | Asterix & Obelix XXL 2: Mission: Las Vegum                         | PC, PlayStation 2   | 30.09.2005           | 30.09.2005 | Als Gegner mit dem Dreckweg 08/17       | Action-Adventure    | Étranges Libellules                      |
| 31  | SSX On Tour                                                        | Nintendo GameCube   | 11.10.2005           | 21.10.2005 | Spielbarer Charakter                    | Sportsimulation     | Next Level Games                         |
| 32  | Animal Crossing: Wild World                                        | Nintendo DS         | 23.11.2005           | 31.03.2006 | Mario-Items als Einrichtungsgegenstände | Lebenssimulation    | Nintendo EAD                             |
| 33  | Tetris DS                                                          | Nintendo DS         | 20.03.2006           | 21.04.2006 | Darstellung mehrerer Mariospiele        | Puzzle              | Nintendo SPD                             |
| 34  | Asterix & Obelix XXL 2: Mission: Wifix                             | Nintendo DS, PSP    | 17.11.2006           | 17.11.2006 | Als Gegner mit dem Dreckweg 08/17       | Action-Adventure    | Mistic Software, Tate Multimedia         |
| 35  | Picross DS                                                         | Nintendo DS         | 25.01.2007           | 11.05.2007 | Pixel-Picrossmuster                     | Puzzle              | Jupiter                                  |
| 36  | Captain Rainbow                                                    | Wii                 | 28.08.2008           | —          | Als Portrait                            | Action-Adventure    | Skip Ltd.                                |
| 37  | Kirby Super Star Ultra                                             | Nintendo DS         | 22.09.2008           | 18.09.2009 | Im Publikum als Zuschauer + Goldstatue  | Jump ’n’ Run        | HAL Laboratory                           |
| 38  | Animal Crossing: Let’s Go to the City / Animal Crossing: City Folk | Wii                 | 16.11.2008           | 05.12.2008 | Mario-Items als Einrichtungsgegenstände | Lebenssimulation    | Nintendo EAD                             |
| 39  | The Legend of Zelda: Ocarina of Time 3D                            | Nintendo 3DS        | 16.06.2011           | 17.06.2011 | Mario-Items in Schloss Hyrule           | Action-Adventure    | Nintendo EAD, Nintendo SPD, Grezzo       |
| 40  | Pullblox / Pushmo                                                  | Nintendo 3DS        | 05.10.2011           | 08.12.2011 | Großer Pixel-Mario als Stage            | Puzzle-Jump ’n’ Run | Intelligent Systems                      |
| 41  | Just Dance 3                                                       | Wii                 | 07.10.2011           | 11.10.2011 | Tanzend im Musikvideo „Just Mario“      | Musikspiel          | Ubisoft                                  |
| 42  | Just Dance Wii                                                     | Wii                 | 13.10.2011           | —          | Tanzend im Musikvideo „Just Mario“      | Musikspiel          | Ubisoft                                  |
| 43  | Club Nintendo Picross                                              | Nintendo 3DS eShop  | 13.09.2012           | —          | Pixel-Picrossmuster                     | Puzzle              | Jupiter                                  |
| 44  | Animal Crossing: New Leaf                                          | Nintendo 3DS        | 08.11.2012           | 14.06.2013 | Mario-Items als Einrichtungsgegenstände | Lebenssimulation    | Nintendo EAD, Monolith Soft              |
| 45  | Tekken Tag Tournament 2                                            | Wii U               | 18.11.2012           | 30.11.2012 | Mario- und Luigi-Kostüme                | Kampfspiel          | Bandai Namco                             |
| 46  | Scribblenauts Unlimited                                            | Wii U, 3DS          | 18.11.2012           | 06.12.2013 | Ausgeprägter Mario-Spielabschnitt       | Actionspiel         | 5th Cell                                 |
| 47  | Rayman Legends                                                     | Wii U               | 29.08.2013           | 30.08.2013 | Mario- und Luigi-Kostüme                | Jump ’n’ Run        | Ubisoft                                  |
| 48  | Monster Hunter 4 Ultimate                                          | New Nintendo 3DS    | 11.10.2014           | 13.02.2015 | Mario- und Luigi-Kostüme                | Action-Rollenspiel  | Capcom                                   |
| 49  | The Legend of Zelda: Majora’s Mask 3D                              | Nintendo 3DS        | 13.02.2015           | 13.02.2015 | Als Maske im Besitz des Maskenhändlers  | Action-Adventure    | Nintendo EAD, Grezzo                     |
| 50  | Minecraft                                                          | Wii U               | 17.12.2015           | 17.12.2015 | „Super Mario Mash-Up Pack“              | Sandbox             | Mojang Studios                           |
| 51  | Minecraft                                                          | Nintendo Switch     | 11.05.2017           | 12.05.2017 | „Super Mario Mash-Up Pack“              | Sandbox             | Mojang Studios                           |
| 52  | Rayman Legends                                                     | Nintendo Switch     | 12.09.2017           | 12.09.2017 | Mario- und Luigi-Kostüme                | Jump ’n’ Run        | Ubisoft                                  |
| 53  | Minecraft                                                          | New Nintendo 3DS    | 13.09.2017           | 13.09.2017 | „Super Mario Mash-Up Pack“              | Sandbox             | Mojang Studios                           |
| 54  | Just Dance 2018                                                    | Wii, Wii U, Switch  | 24.10.2017           | 26.10.2017 | Tanzend im Musikvideo „Just Mario“      | Musikspiel          | Ubisoft                                  |
| 55  | New Style Boutique 3: Styling Star                                 | Nintendo 3DS        | 02.11.2017           | 24.11.2017 | Pixel-Mario auf Taschenmuster           | Simulation          | syn Sophia                               |
| 56  | Scribblenauts Mega Pack                                            | Nintendo Switch     | 18.09.2018           | 18.09.2018 | Ausgeprägter Mario-Spielabschnitt       | Actionspiel         | Shiver Entertainment                     |
| 57  | Asterix & Obelix XXL 2                                             | Switch, PS4, XOne   | 29.11.2018           | 29.11.2018 | Als Gegner mit dem Dreckweg 08/17       | Action-Adventure    | OSome Studio                             |
| 58  | Tetris 99                                                          | Nintendo Switch     | 14.02.2019           | 14.02.2019 | Darstellung mehrerer Mariospiele        | Puzzle              | Arika                                    |
| 59  | Animal Crossing: New Horizons                                      | Nintendo Switch     | 20.03.2020           | 20.03.2020 | Mario-Kostüme und -Items                | Lebenssimulation    | Nintendo EPD                             |
| 60  | Asterix & Obelix XXL 2                                             | PlayStation 5       | 29.12.2022           | 29.12.2022 | Als Gegner mit dem Dreckweg 08/17       | Action-Adventure    | OSome Studio                             |

## Unveröffentlichte Mariospiele
Diese Mariospiele waren in Entwicklung, wurden jedoch niemals veröffentlicht.
| Nr. | Titel                                    | System            | Zeitraum    | Genre            | Entwickler                      |
| --- | ---------------------------------------- | ----------------- | ----------- | ---------------- | ------------------------------- |
| 1   | Mario Factory                            | SNES              | ~ 1990–1993 | Programmierspiel | Nintendo                        |
| 2   | Super Mario's Wacky Worlds               | Philips CD-i      | ~ 1993      | Jump ’n’ Run     | NovaLogic                       |
| 3   | Mario Takes America                      | Philips CD-i      | ~ 1993–1994 | Jump ’n’ Run     | Cigam                           |
| 4   | Virtual Boy Mario Land / Mario Adventure | Virtual Boy       | ~ 1995      | Jump ’n’ Run     | Nintendo R&D1                   |
| 5   | Super Mario 64 2                         | 64DD              | ~ 1997–1999 | Jump ’n’ Run     | Nintendo EAD                    |
| 6   | Super Mario RPG 2                        | 64DD              | ~ 1997–1999 | Jump ’n’ Run     | Intelligent Systems             |
| 7   | Mario Artist: Game Maker                 | 64DD              | ~ 2000      | Game Art         | Nintendo EAD, Nichimen Graphics |
| 8   | Mario Artist: Graphical Message Maker    | 64DD              | ~ 2000      | Game Art         | Nintendo EAD, Nichimen Graphics |
| 9   | Mario Artist: Sound Studio               | 64DD              | ~ 2000      | Game Art         | Nintendo EAD, Nichimen Graphics |
| 10  | Mario Artist: Video Jockey Maker         | 64DD              | ~ 2000      | Game Art         | Nintendo EAD, Nichimen Graphics |
| 11  | Super Mario 128                          | Nintendo GameCube | ~ 2000      | Jump ’n’ Run     | Nintendo EAD                    |
| 12  | Mario Motors                             | Nintendo DS       | ~ 2004      | Strategiespiel   | Yoot Saito                      |
| 13  | Super Mario Spikers                      | Wii               | ~ 2006      | Sportsimulation  | Next Level Games                |